# Російська зброя на Донбасі

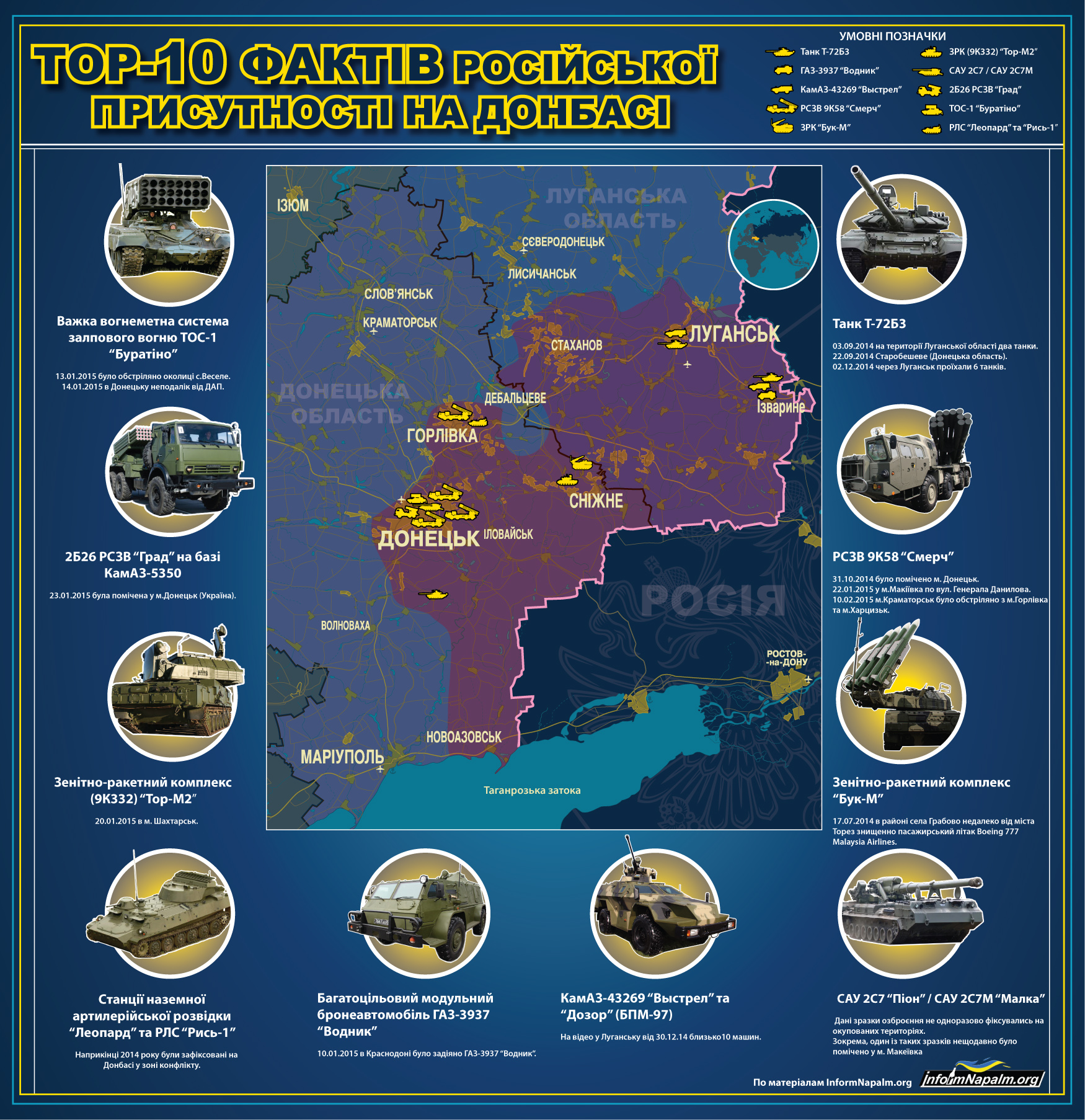
Факти російської присутності на Донбасі. Інфографіка ІнформНапалм, лютий 2015.

Російська зброя на Донбасі або «путінський воєнторг» — незаконні поставки Російською Федерацією зброї та бронетехніки через неконтрольовані ділянки українського кордону. Зброя та бронетехніка використовується у веденні війни проти України як безпосередньо військами вторгнення РФ, так і збройними формуваннями окупаційних військ.
Вже у листопаді 2014 року компанія «ARES», що займається дослідженнями ринку зброї, опублікувала звіт, у якому проаналізовано понад 100 специфічних видів зброї, понад 60 видів боєприпасів та понад 70 моделей пересувних засобів, що застосовувалися у війні на сході України. У звіті зазначається, що проросійська сторона використовує як типову для Збройних сил України номенклатуру зброї, так і унікальні види стрілецької та бронетанкової зброї, що виробляються лише в Росії. За словами Майкла Кофмана, експерта центру Вудро Вільсона, Росія намагається удати, що зброя, яку використовують проросійські збройні формування, походить з захоплених українських складів, але ця версія не підтверджується фактами, зокрема й тому, що більшість складів зброї ще за радянських часів розміщувалася не на сході України, а на заході.
У вересні 2016 року командою ІнформНапалм було опубліковано відео, де на основі їх попередніх розслідувань було виділено понад 30 унікальних видів російської зброї, в тому числі й новітньої 2004—2015 років випуску, що застосовувалися у війні в Україні.

## Історія

### Піхотна зброя
У ніч на 2 травня 2014 року під Слов'янськом були збиті два українські гелікоптери Мі-24, які здійснювали повітряне патрулювання. Заступник міністра оборони України Ігор Кабаненко повідомив, що обстріл вертольотів був здійснений з переносних зенітно-ракетних комплексів російського виробництва. Він констатував, що групи диверсантів озброєні сучасною високотехнологічною зброєю.

| ... проти нашої держави застосовується військова сила - так, незвичайним способом, так, з використанням відповідної асиметрії. Це все вимагає нашого реагування, щоб не дати цій заразі поширитися. |
| — адмірал Ігор Кабаненко, заступник міністра оборони України. 2 травня 2014. |

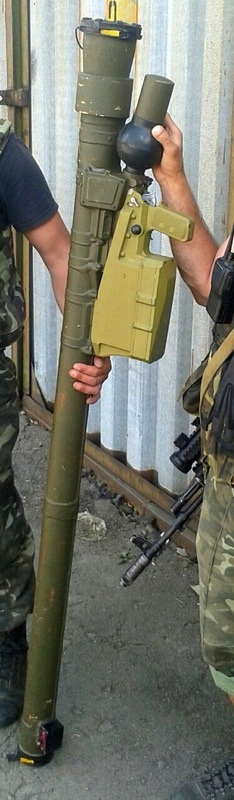
Вилучений ПЗРК. 18 травня 2014

18 травня 2014 року в районі Краматорського аеродрому українськими спецпризначенцями було знешкоджено групу проросійських диверсантів, а також затримано двох представників прокремлівського медіа LifeNews, що були разом з диверсантами. У групи було вилучено ПЗРК Grom польського виробництва, оприлюднено відео затримання.
- 20 травня 2014 року заступник секретаря РНБО Вікторія Сюмар повідомила, що ПЗРК знаходився в багажнику автомобіля журналістів LifeNews. За її словами, журналісти Олег Сидякін і Марат Сайченко працювали у взаємодії з диверсантами, супроводжували їх, знімаючи напади на українських військових, обстріли та вбивства.[10][11]
- Польський експерт зі зброї Тадеуш Врубель 20 травня дав коментар, що ПЗРК Grom ймовірно був переданий з Росії. У 2006 р. Польща поставила Грузії 30 пускових установок та 100 ракет ПЗРК «Grom» власного виробництва. Внаслідок Російсько-грузинської війни 2008 року, частина партії була захоплена росіянами, і у 2014 році доставлена на Донбас.[12][13][14][15]
- У 2016 році було опубліковано подробиці спецоперації — спостерігач-розвідник 8-го полку спецпризначення ще зранку 17 травня зняв завантаження ПЗРК до салону нещодавно викраденого автомобіля в Краматорську. Наступного дня 8-м полком спецпризначення була влаштована засідка, і двох диверсантів було знешкоджено при спробі атаки на український літак, що заходив на посадку на Краматорський аеродром. Вилучений у диверсантів переносний зенітно-ракетний комплекс складався з польської пускової труби Grom E2 і російського пускового модуля 9П516 від ПЗРК «Ігла».[16][17]

1 червня 2014 року Майкл Смолвуд з центру досліджень зброї ARES опублікував матеріал, в якому ідентифікував використання вогнеметів МРО-А проросійськими збройними угрупованнями у бою 26 травня за ДАП. Це було одне з перших підтверджень використання МРО-А, винятково російської версії вогнемету РПО-А, у війні на Донбасі.
6 червня 2014 року після успішного відбиття атаки батальйону «Восток» на пункт пропуску «Маринівка» на місці бойових дій було знайдено ящик від виробів 9М39 (зенітна керована ракета від ПЗРК «Ігла»). Пакувальний листок, що знаходився у ящику, свідчить про те, що зазначені ПЗРК зберігалися з 2001 року у військовій частині протиповітряної оборони ЗС Росії № 33859 (Єйськ, Краснодарський край). Остання відмітка про перевірку їхньої наявності у місці зберігання на складі в/ч № 33859 датована 12 квітня 2014 року. Таким чином, ще 12 квітня зазначені ракетні комплекси зберігалися на військовій базі ЗС РФ у Єйську, а вже 6 червня були використані при штурмі пункту пропуску «Маринівка» на українсько-російському кордоні.
- 18 червня 2014 року Україна в рамках чергового засідання Форуму ОБСЄ з питань співробітництва в галузі безпеки звернулася до Російської Федерації з вимогою надати роз'яснення, яким чином ПЗРК «Ігла» потрапили з російської військової бази до рук проросійських сепаратистів.[21]

| Передача Російською Федерацією ПЗРК терористам не лише підтверджує факти прямого втручання РФ у внутрішні справи України та підтримку Росією тероризму як явища, але й є грубим порушенням російською стороною міжнародних зобов'язань щодо контролю за зберіганням та передачами ПЗРК в рамках Вассенаарської домовленості – «Елементів експортного контролю за переносними зенітно-ракетними комплексами». |
| — Міністерство закордонних справ України, 18 червня 2014. |

В ніч на 14 червня 2014 року було збито Іл-76 — військово-транспортний літак, у якому загинули 49 українських військових. Неподалік місця падіння літака було знайдено місце засідки диверсантів, де лишилися три пускові труби 9П39-1 від ПЗРК 9К38 «Іґла», одна з яких не спрацювала з ракетою 9М39 всередині. На місці були також консерви з російським маркуванням.

### Поява важкої техніки

#### Перші РСЗВ
11 червня 2014 року Луганськом пройшла колона з трьох тентованих вантажівок «Урал».
- Точне місцеположення відеозйомки було встановлене згодом — 1-ша Керамічна вулиця.[23]

О 7:30—8:20 ранку 13 червня по блокпосту Збройних сил України в районі Добропілля, що стояв на виїзді з міста в сторону Святогорівки, було здійснено обстріл з установок залпового вогню БМ-21 «Град». Проте обстріл був неточний — залп ліг на 500 метрів далі, і влучив у овочеву базу «Перспектива». Об 11:50 повідомлялося, що військові встановили місце звідки вівся обстріл — в районі Мерцалове виявили покинуту установку «Град», що була підпалена і замінована. З 40 ракет в установці 14 були не вистрілені. Внаслідок обстрілу загинув охоронець овочебази, було поранено дівчину. Це було першим застосуванням систем залпового вогню у конфлікті на Донбасі.
- Місцеві жителі згодом повідомили, що військова колона, що під'їхала до підприємства «Глини Донбасу» мала дві установки «Град», два бронетранспортери і супровід джипів.
- Міністерство оборони повідомило, що установка БМ-21 мала всі ознаки маскування під звичайну вантажівку — була обладнана фальшбортами та кріпленням додаткового тенту. Шасі установки мало свіжі сліди кріплення машини під час ймовірного перевезення на спеціальному трейлері.[29][30]
- За серійним номером установки, тактичним знаком та документами, що були знайдені в бойовій машині, встановлено належність установки 18-й мотострілецькій бригаді РФ (в/ч 27777, Чечня). У документах згадується колишній командир батареї — капітан Збройних сил РФ Дмитро Афанасьєв (рос. Дмитрий Афанасьев), що проходив службу у 18 ОМСБр до 2011 р.
- Було встановлено, що захоплена установка перебувала у складі колони тентованих «Уралів», знятих в Луганську за два дні до обстрілу.[23][31][32]

Трофейний БМ-21 «Град»
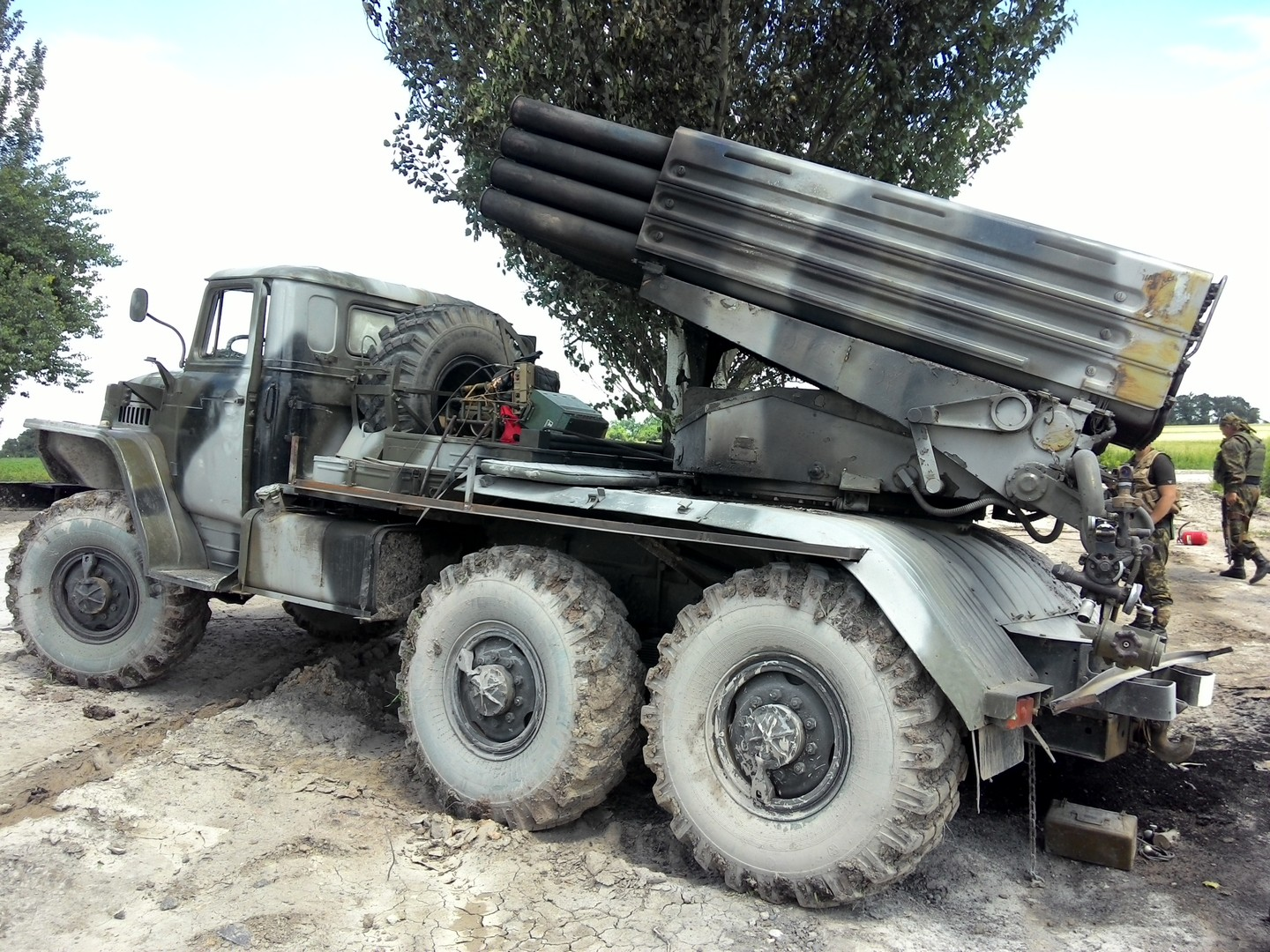
Загальний вид. Червень 2014.
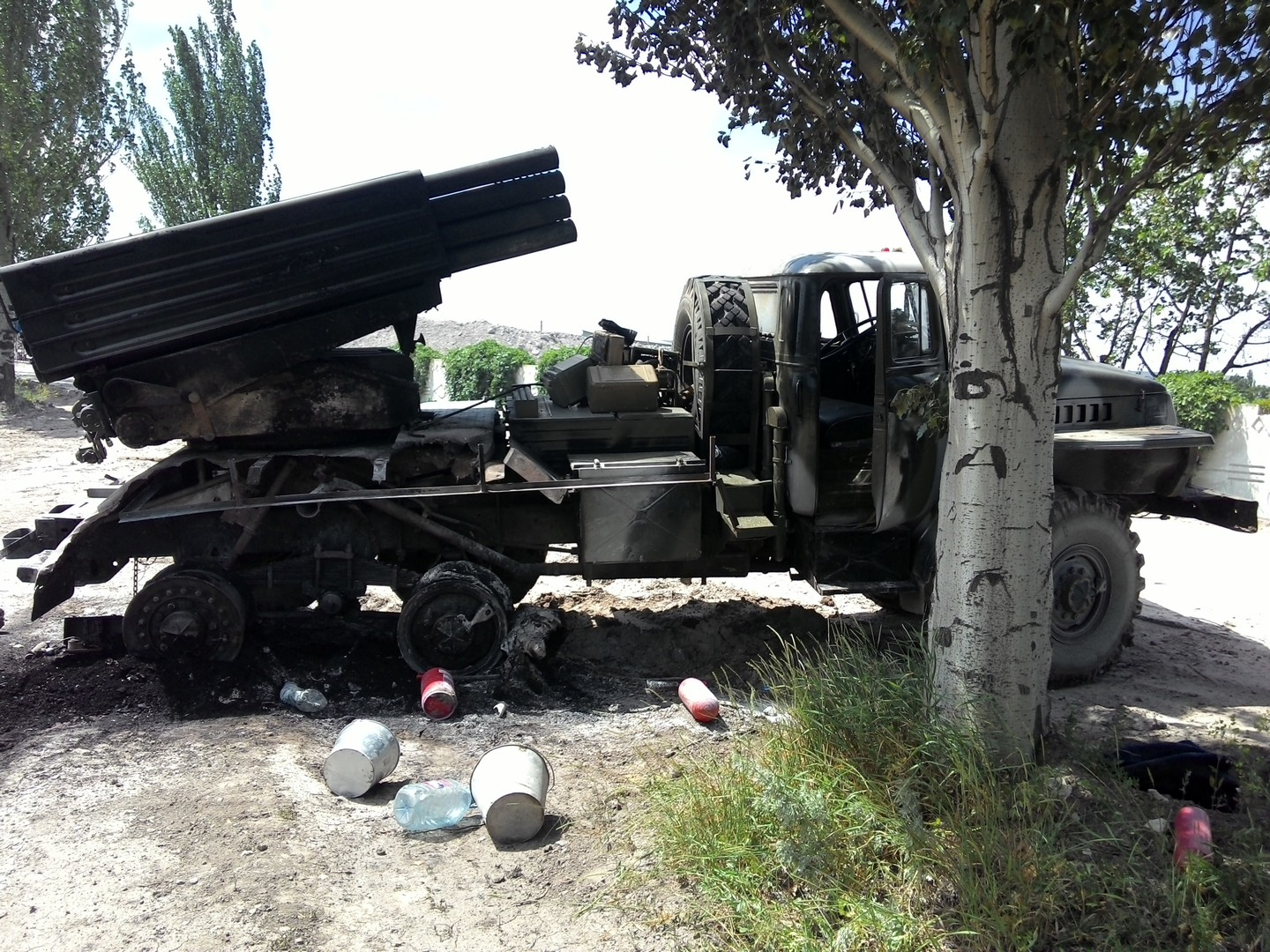
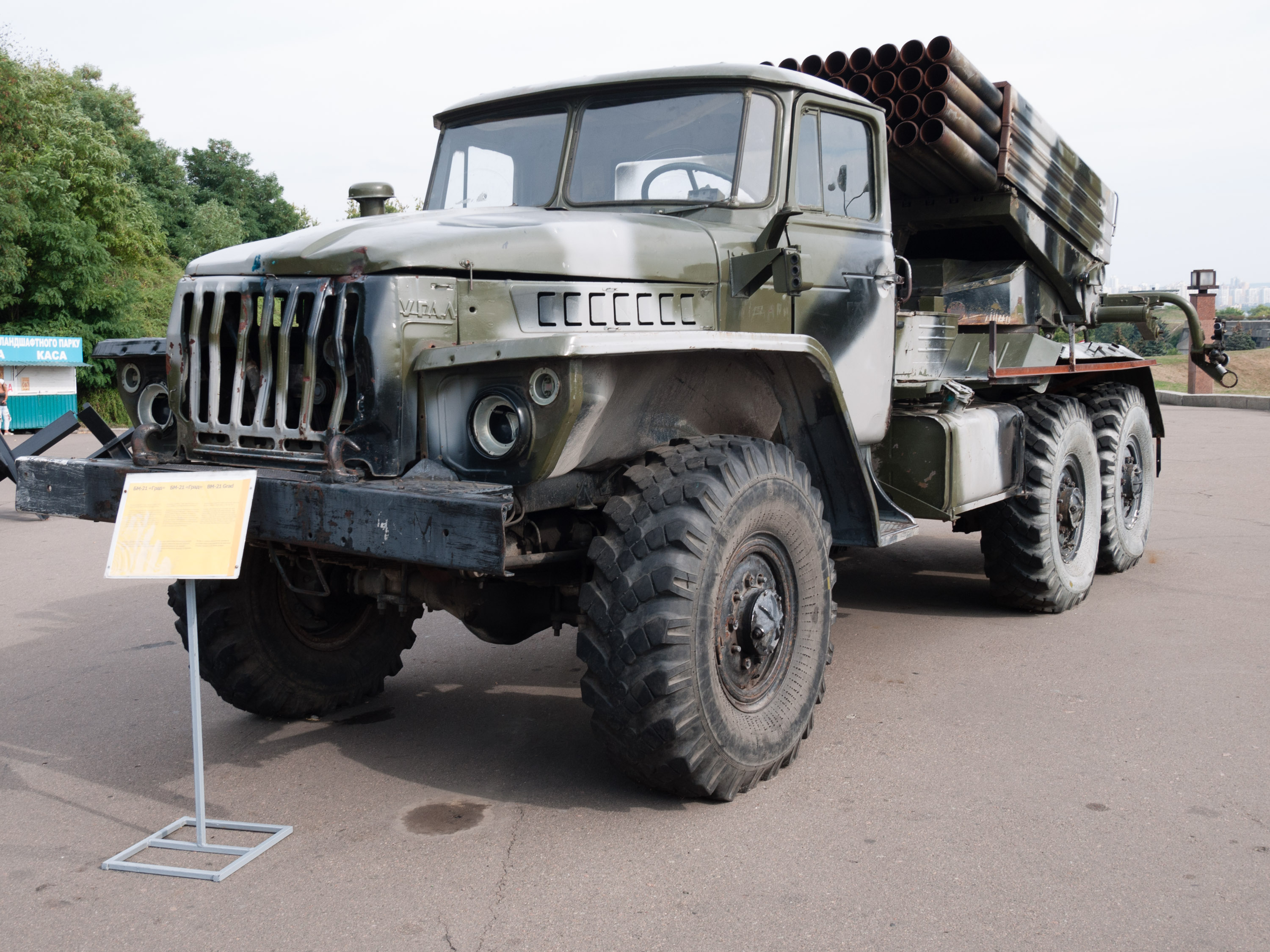
Трофейна установка на виставці в Києві. Вересень 2016.
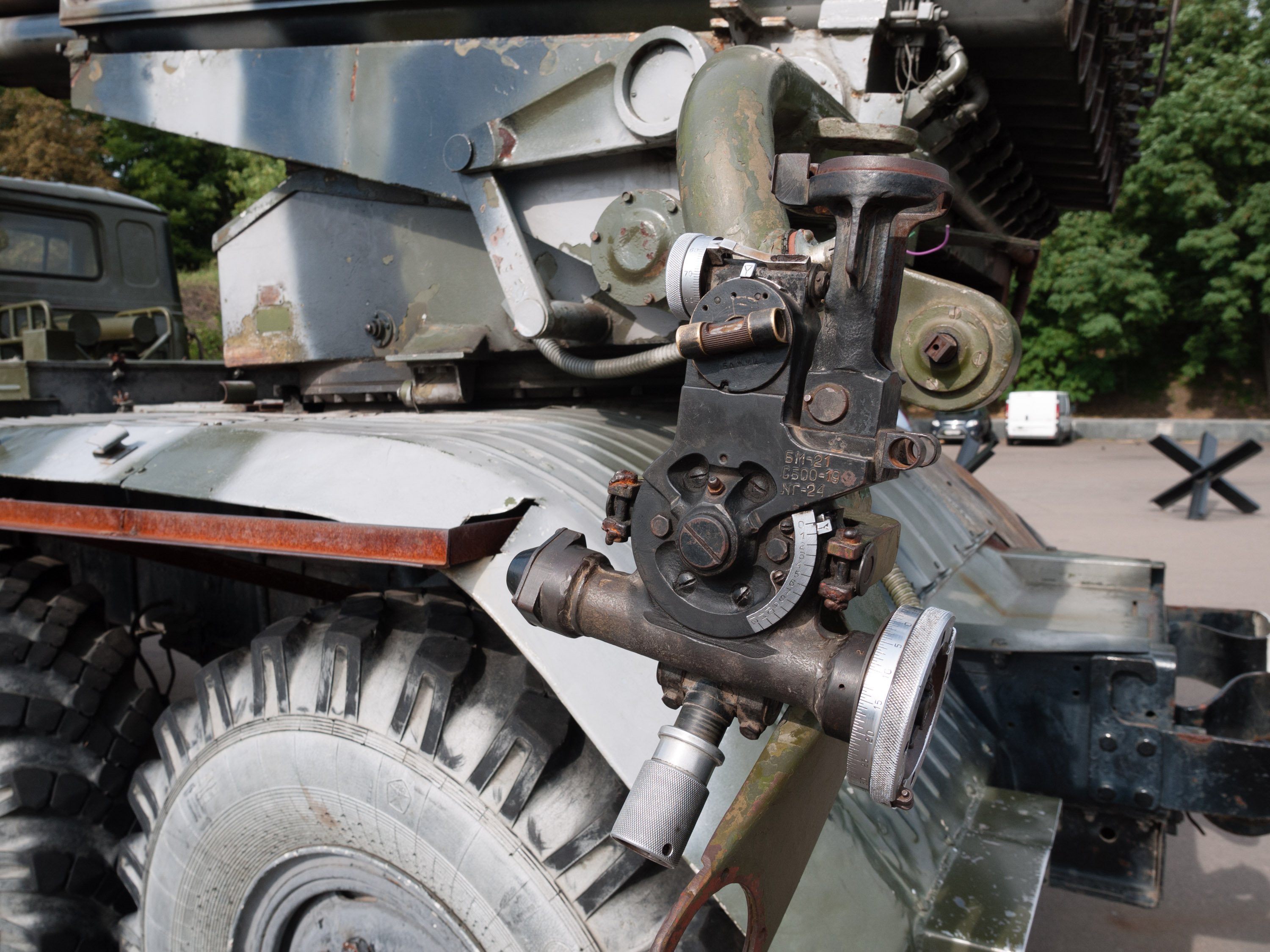
Рейка для тенту.
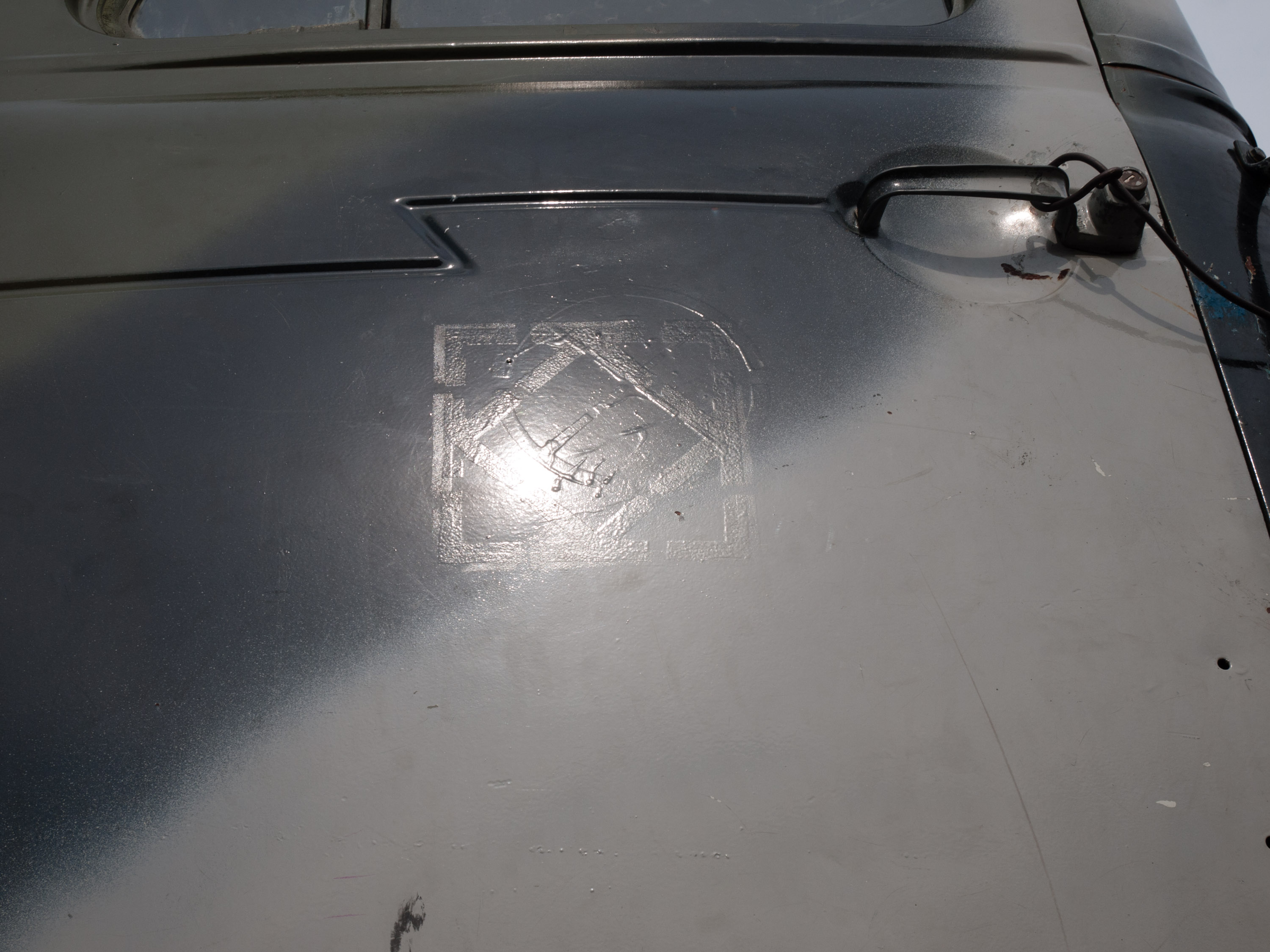
Тактичні знаки.

#### Перші танки
12 червня 2014 року РФ вперше передала збройним угрупованням проросійських сил на Донбасі танки. Зранку один танк Т-64БВ було зафільмовано у Сніжному, під вечір колону з трьох танків Т-64 було зафільмовано у Макіївці. Отримання танків підтвердили спікери ДНР, а також вказали, що один з танків вступив у бій під Савур-Могилою.
- Того ж дня, 12 червня, міністр внутрішніх справ Арсен Аваков повідомив, що танки прибули з Росії, і один з них був підбитий в районі Сніжного. У повідомленні помилково зазначалося, що модель танків — Т-72.[34]
- 13 червня зранку Дмитро Тимчук повідомив, що з прибулих танків два були підбиті.[35]
- Роман Бурко сповістив, що модель помічених напередодні танків є Т-64БВ. За його словами, була ймовірність що вони походять із бази зберігання в Артемівську, проте уточнення фактів показало, що всю боєготову техніку з бази вивезли раніше, а безуспішний штурм бази 8—9 червня, здійснений бойовиками — це обманний маневр і операція прикриття з метою подати думку, нібито танки проросійським силам вдалося захопити в Україні. Також Роман оприлюднив фото місцевого жителя, який зняв танк на причепі військової вантажівки на території Ростовської області у безпосередній близькості з кордоном України.[36]
- Антон Геращенко висловив припущення, що ці танки могли перебувати на озброєні українських військових частин у Криму, які були захоплені російськими військовими навесні 2014 року.[37]
- Того ж дня Дмитро Тимчук уточнив, що всі українські танки Т-64БВ з Криму (41 одиниця) були виведені на материкову частину України. Разом з тим, за даними міжнародних організацій, танки Т-64БВ є в Росії — вони виведені з бойового складу російської армії, однак перебувають на базах зберігання МО РФ[38].

14 червня НАТО опублікувало супутникові знімки, вказавши на накопичення танків у військовому таборі у Ростовській області Російської Федерації станом на 11 червня, а також те, що про прохід трьох танків 12 червня через контрольно-пропускний пункт «Должанський» звітували українські офіційні особи. Було відзначено, що камуфляж і відсутні тактичні знаки танків, що були зафільмовані у Сніжному, Торезі та Макіївці, не характерний для українських військ, а техніка ескорту танкової колони в Макіївці ідентична залученій при російській інтервенції до Криму.
Друга партія російських танків зайшла до України 20 червня 2014 року.
Детальні розслідування згодом встановили, що Росія ще з травня 2014 року почала переброску танків Т-64 з 2544-ї Центральної бази резерву танків (в/ч 54630, Козульки, Красноярський край). Спочатку трансфер здійснювався літаками Ан-124 «Руслан» та Іл-76 з аеропорту Красноярська «Ємельяново» в Таганрог, а згодом — залізницею. Перші поставлені танки були пронумеровані синьою фарбою на інфрачервоних прожекторах — від 1 до 10. Танки № 7 і № 8 були сфотографовані і зафільмовані ще в Росії у Ростовській області на трасі М4 «Дон», а танк № 10 з заводським номером «3311» був навіть знайдений на фото ще на 2544-й базі у Красноярському краю.

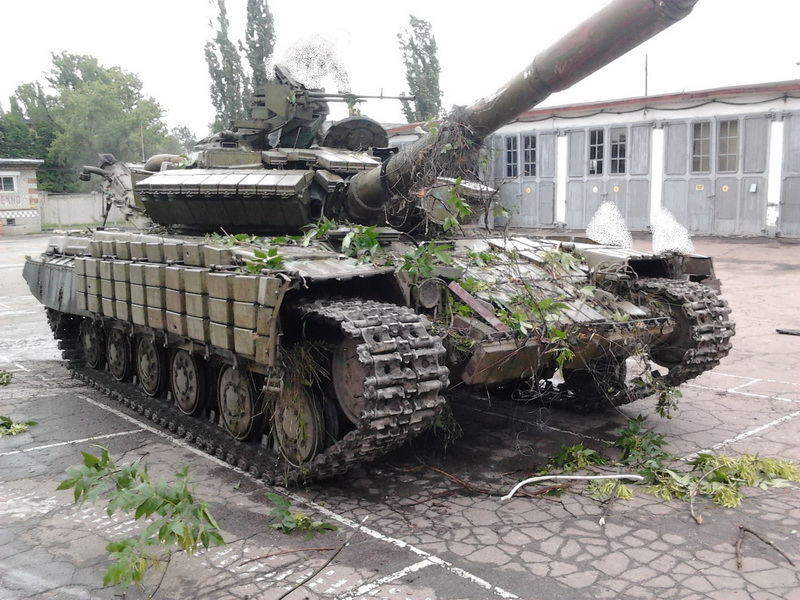
Російський Т-64БВ № 5 узятий трофеєм під час захисту бази в Артемівську. 27 червня 2014

27 червня 2014 року, під час чергового невдалого нападу проросійських угруповань на склад в Артемівську, українські військові захопили трофеєм танк Т-64БВ № 5, який проросійські угруповання використали для штурму. Згідно з його заводським номером, танк був випущений харківським танковим заводом імені В. О. Малишева в жовтні 1987 року, і був відправлений до військової частини, яка знаходилася на території РРФСР. Українські військові також вилучили у бойовиків ручний вогнемет РПО-А «Джміль» російського виробництва з написом «З Росії з любов'ю». За інформацією Міністерства оборони України, цю зброю також було привезено з Росії.

Трофейний вогнемет РПО-А «Шмель»
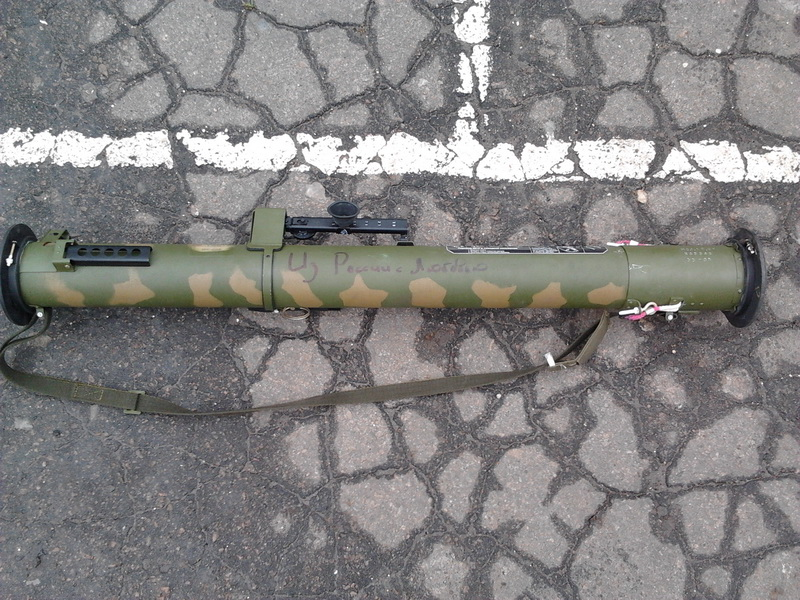
Загальний вид. Червень 2014.
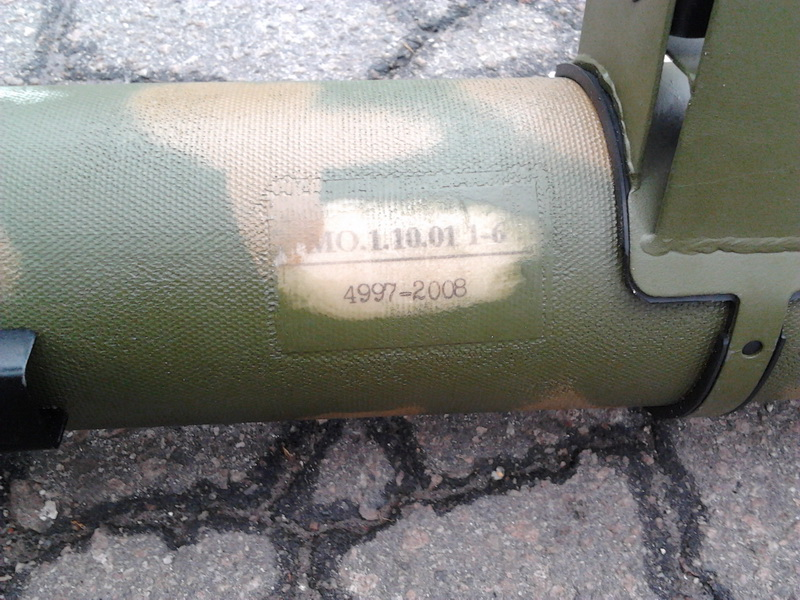
Маркування.
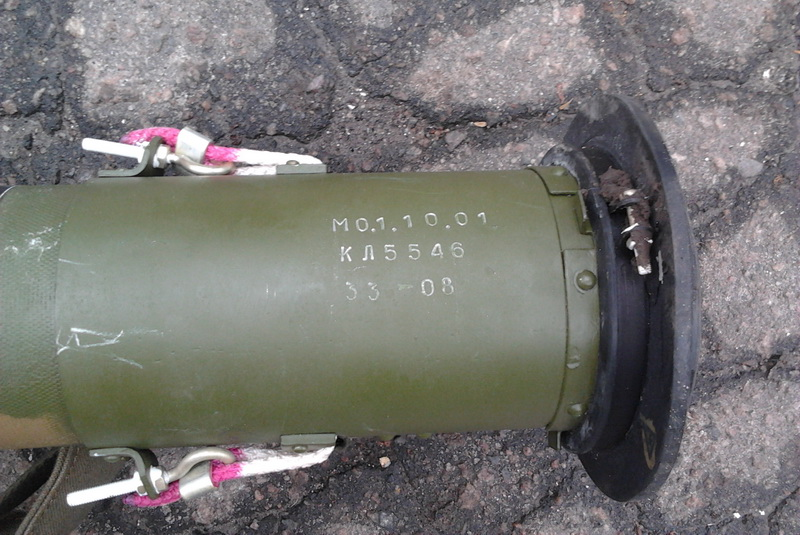
Маркування.

5 липня 2014 року, під час спроби незаконних збройних формувань прорватися з оточеного Слов'янська, було захоплено 2 танки Т-64. Танк № 6 був раніше пошкоджений і покинутий угрупуванням Гіркіна ще в Слов'янську, а № 7 був у доброму стані і захоплений як трофей під час спроби прориву. Машина № 6 мала заводський номер Ц11ЕТ12109, і виготовлена у листопаді 1987 року на харківському заводі ім. В. О. Малишева. У складі Збройних Сил України танк не перебував. Під час огляду виявлені акумуляторні батареї марки 12СТ-85РМ 2010 року виготовлення (виробник — Ленінградський акумуляторний завод, ЗАТ «Электротяга», місто Санкт-Петербург). Маркування на корпусі АКБ свідчить про те, що акумулятори були закріплені за підрозділами в/ч 74814 (205-та окрема мотострілецька бригада (м. Будьонновськ, Ставропольський край).

Трофейний Т-64БВ бортовий № 6
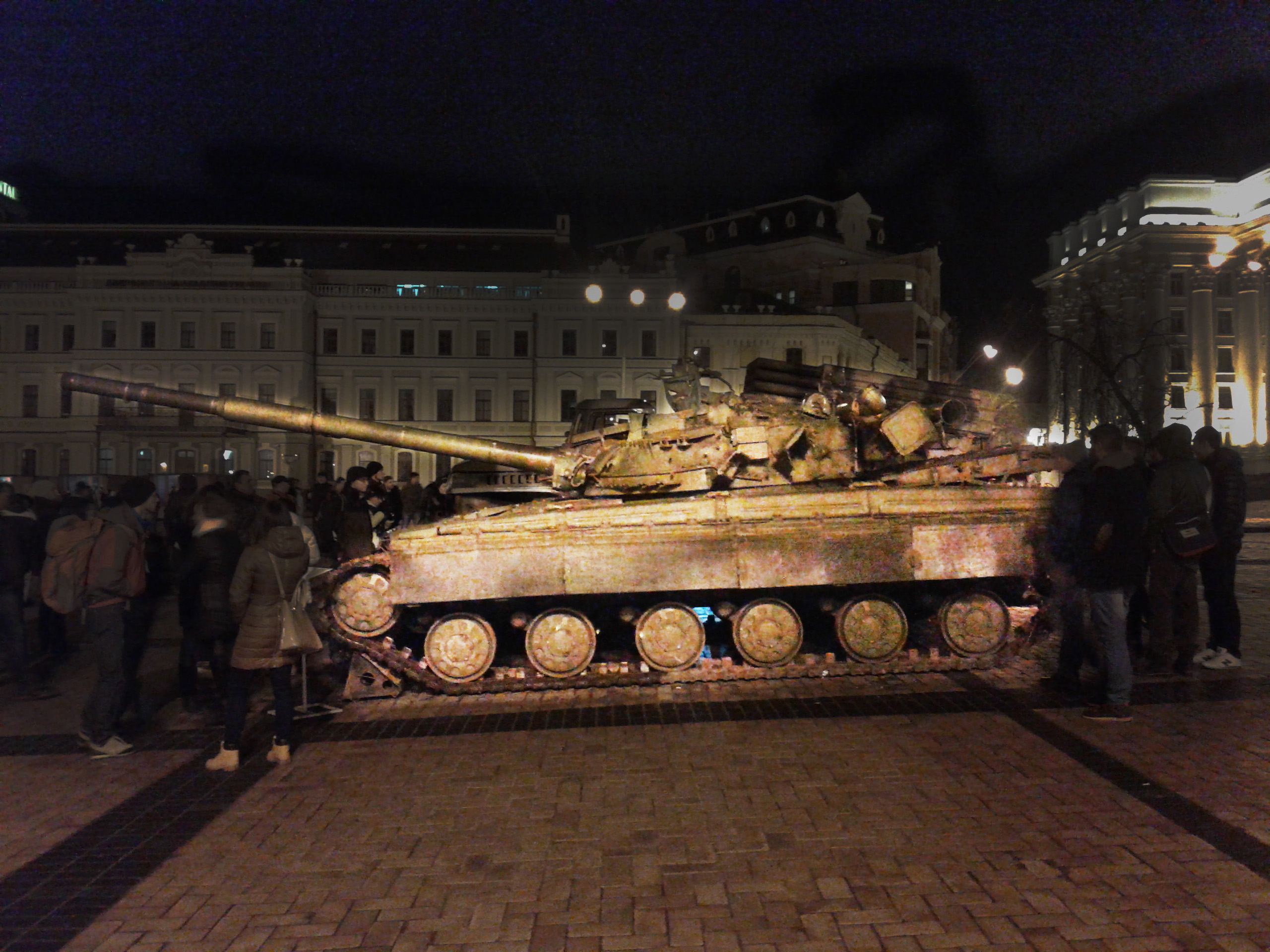
На виставці «Докази агресії російських військ на території України». Київ, 2015.
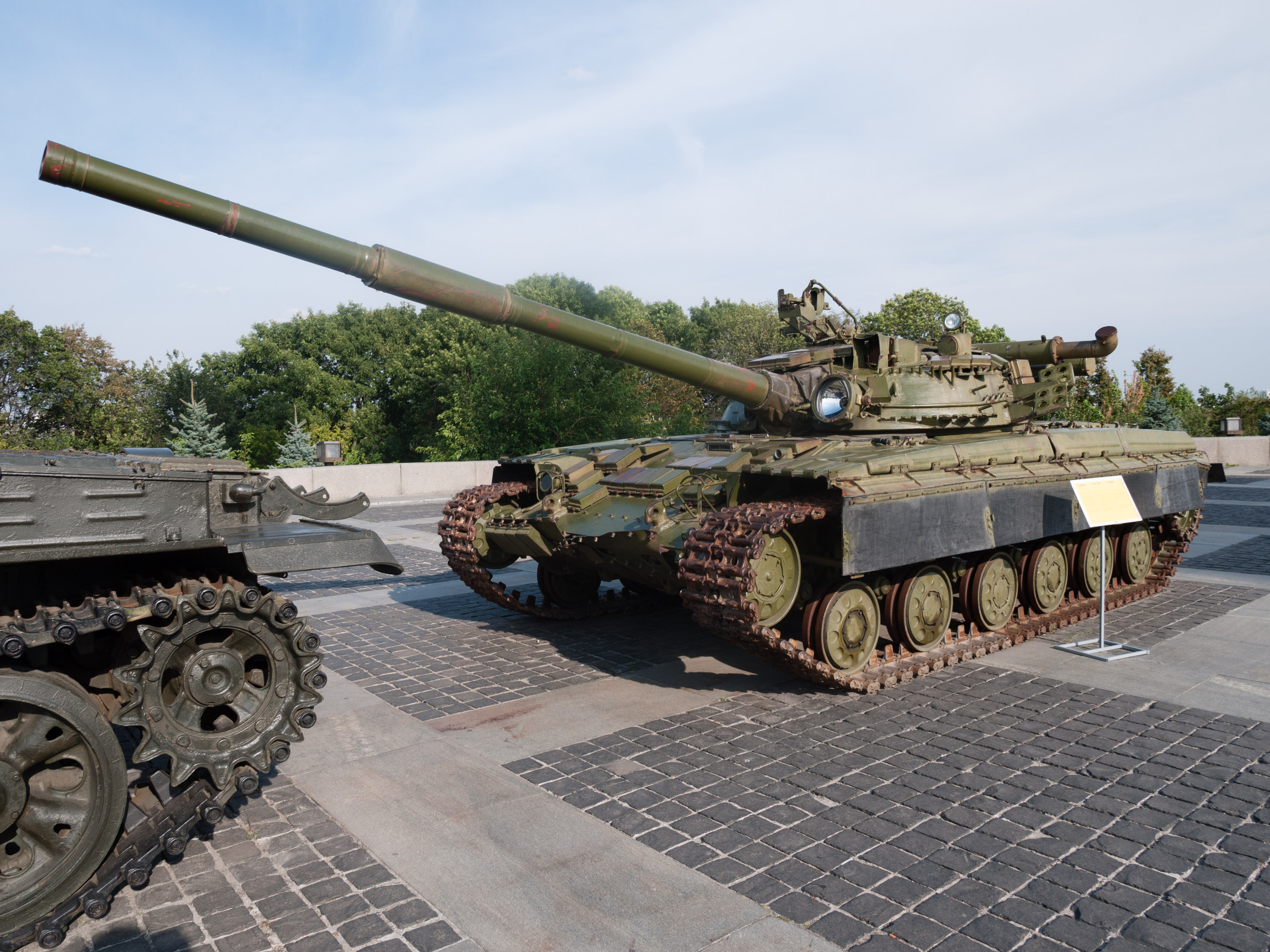
У музеї Другої світової війни. Київ, 2016.
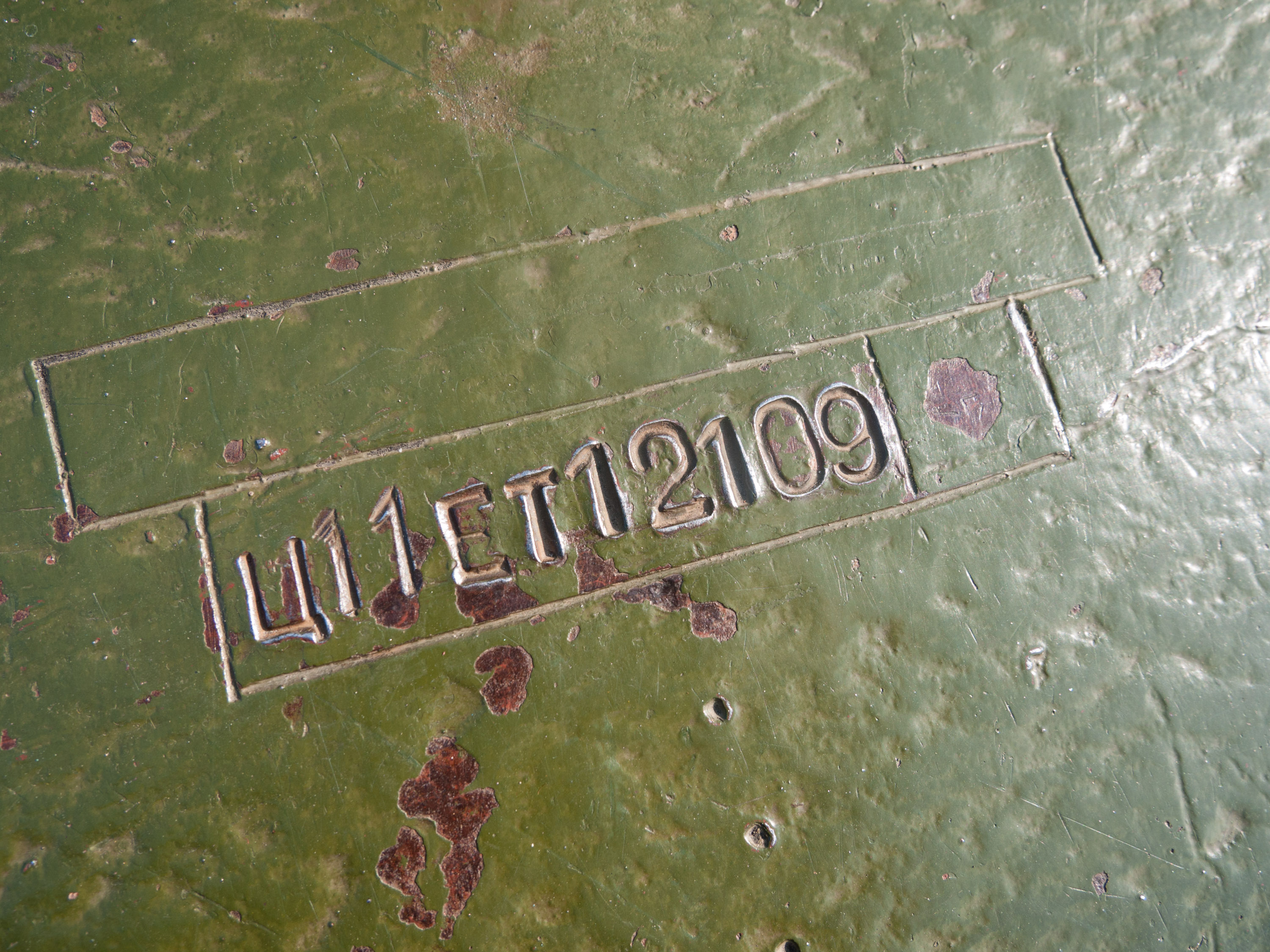
Серійний номер.
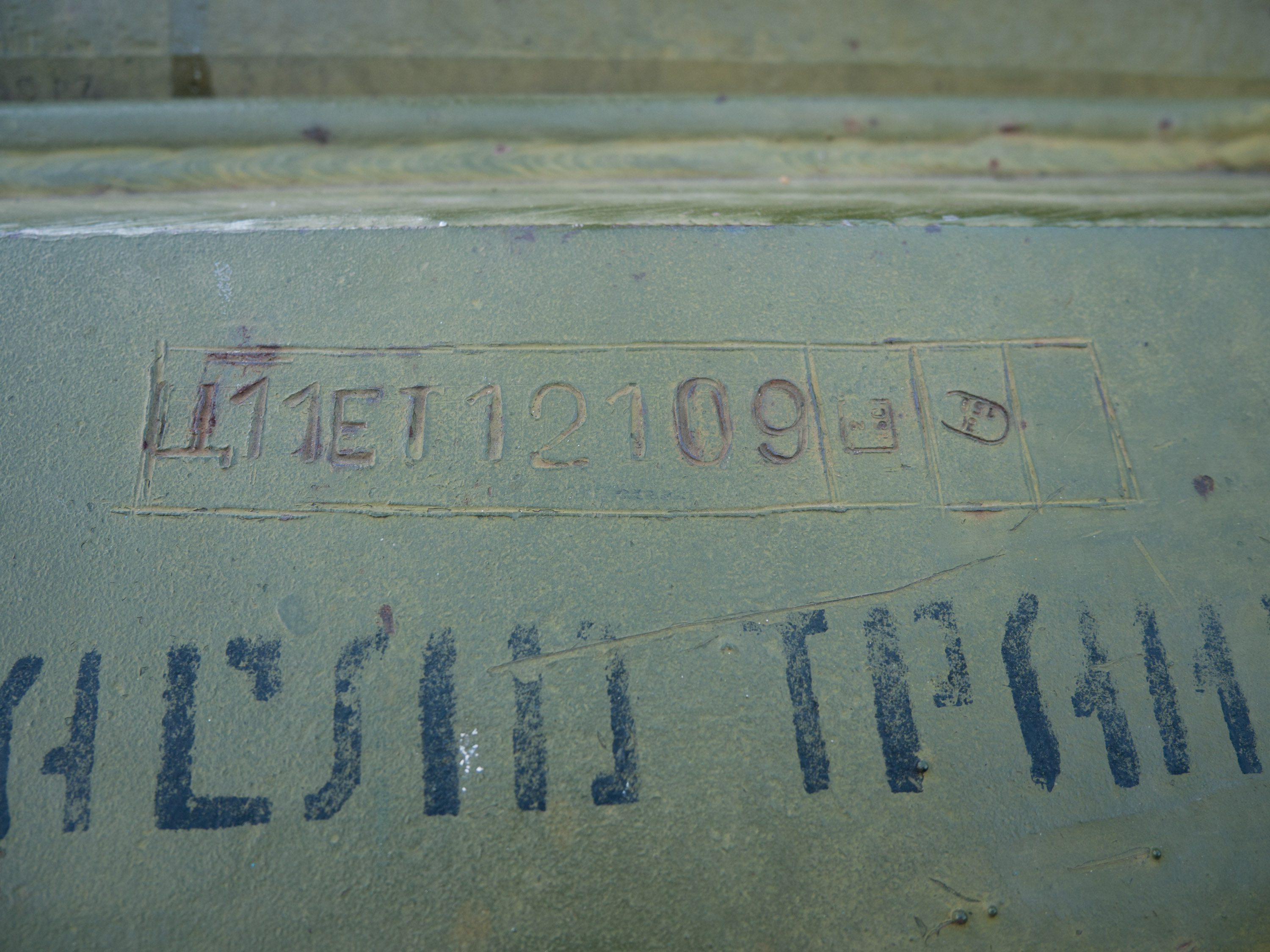
Серійний номер.

2 липня 2014 року один із підрозділів ВДВ вилучив у бойовиків броньований КАМАЗ новітнього зразка, в причепі якого було знайдено 33 ящики 120 мм мін, 2 міномети 2С-12 «Сани» (російського виробництва), 2 міномети 82 мм БМ-37 «Поднос» (російського виробництва), РПО «Джміль», АГС-17, ПТКР та 2 ПЗРК, велику кількість стрілецької зброї.

#### Вторгнення регулярних військ: перші танки Т-72 і БТР-82
12—13 серпня 2014 року вперше з'явилися численні фото і відео зразків техніки, що до цього не була залучена до бойових дій. Були ідентифіковані танки Т-72, що стояли на озброєнні російської армії, і не перебували на той час озброєнні України, а також бронетранспортери новітньої російської модифікації — БТР-82А. Географія появи і участі в боях подібної техніки — Дмитрівка, Степанівка, Сніжне, Макіївка.
- 14 серпня 2014 року російські ЗМІ, включно з державними, масово опублікували повідомлення, що нібито Угорщина продала Україні танки Т-72, причому видання стверджували про наявність корупційної складової в угоді.[55][56]
- Аналіз згодом встановив, що техніка належала підрозділам 18-ї мотострілецької бригади РФ.[57]

30 серпня 2014 року з'явилося відео, де у Каменськ-Шахтинському Ростовської області на трейлерах везуть танки Т-72Б з написами «За Донбасс».
Восени 2014 року РФ продовжувала перекидати танки Т-64, тепер вже залізницею. На станції Каменськ-Шахтинський були зафільмовані танки Т-64 з жовтим маркуванням негабариту Н-0200, які згодом були неодноразово помічені у лавах проросійських збройних угрупувань, зокрема батальйону «Сомалі».

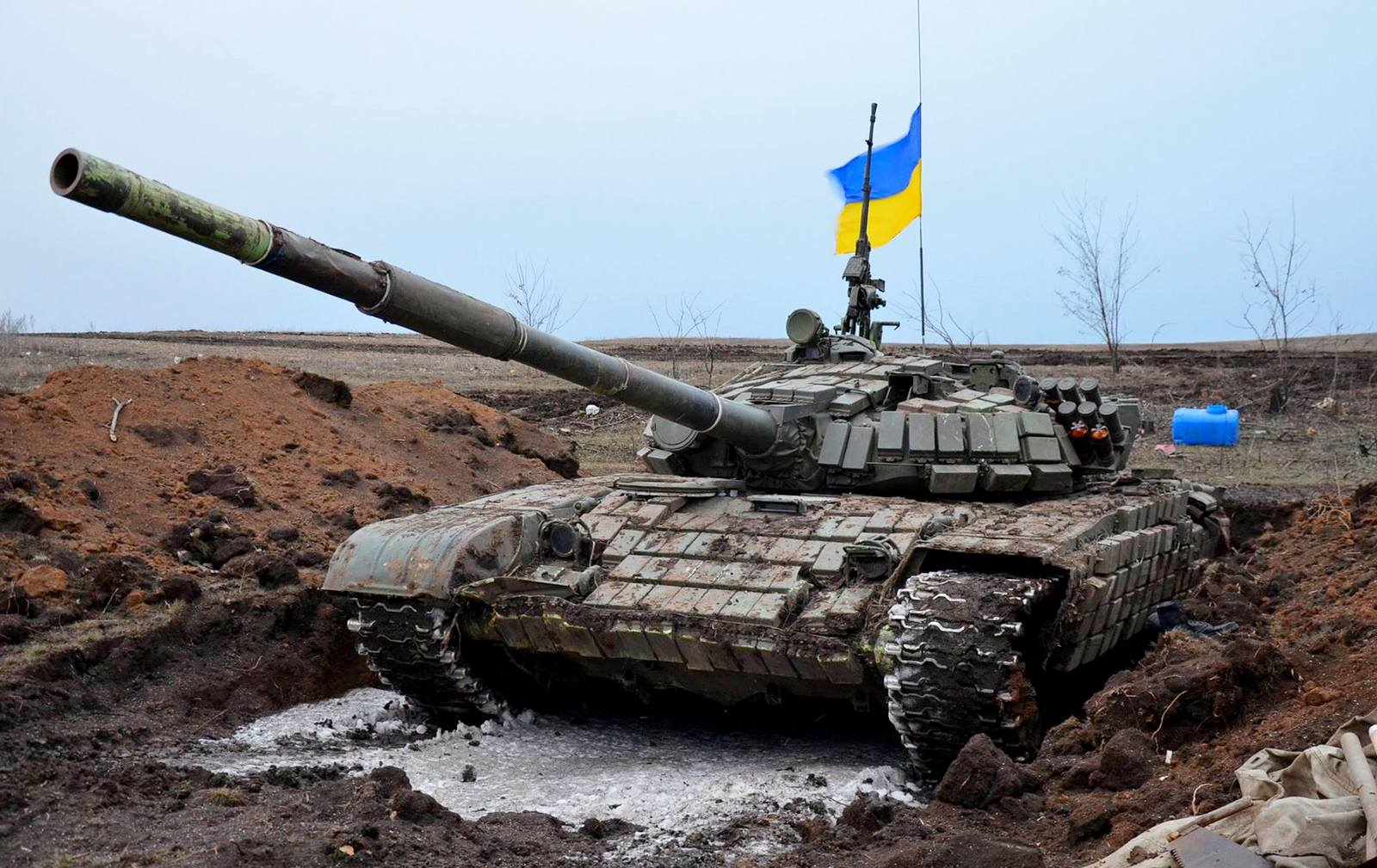
Російський Т-72Б, захоплений під Дебальцевим.

На початку лютого 2015 року військовослужбовці 2-го артилерійського дивізіону 128-ї механізованої бригади захопили під Дебальцевем у бойовиків російський Т-72, на якому успішно повернулися на свої позиції.
Наприкінці лютого 2015 року генеральний секретар НАТО Єнс Столтенберг заявив, що Росія за останні місяці перекинула на Донбас більше тисячі одиниць техніки, танків, артилерії і систем ППО.
СБУ отримала 23 червня 2015 р. нові беззастережні докази щодо наявності у терористів так званих «ДНР/ЛНР» зброї та засобів бронезахисту російського виробництва.
У травні 2017 року команда ІнформНапалм оприлюднила розслідування із документами 1-ї «Слов'янської» мотострілецької бригади окупаційних військ РФ на Донбасі, в якому встановлено серійні номери вузлів і шасі 6 самохідних гаубиць 2С1 «Гвоздика» з бортовими номерами 410—415, що перебувають на озброєнні гаубичного самохідного артилерійського дивізіону. Після запиту до Міністерства оборони України щодо серійних номерів було отримано відповідь, що «техніка не перебуває і ніколи не перебувала на озброєнні ЗСУ».
Аналіз документів ліквідованого у червні 2017 року у бою під Жолобком капітана ЗСРФ Олександра Щерби показв, що зброю той отримував з РФ.

## Кількість

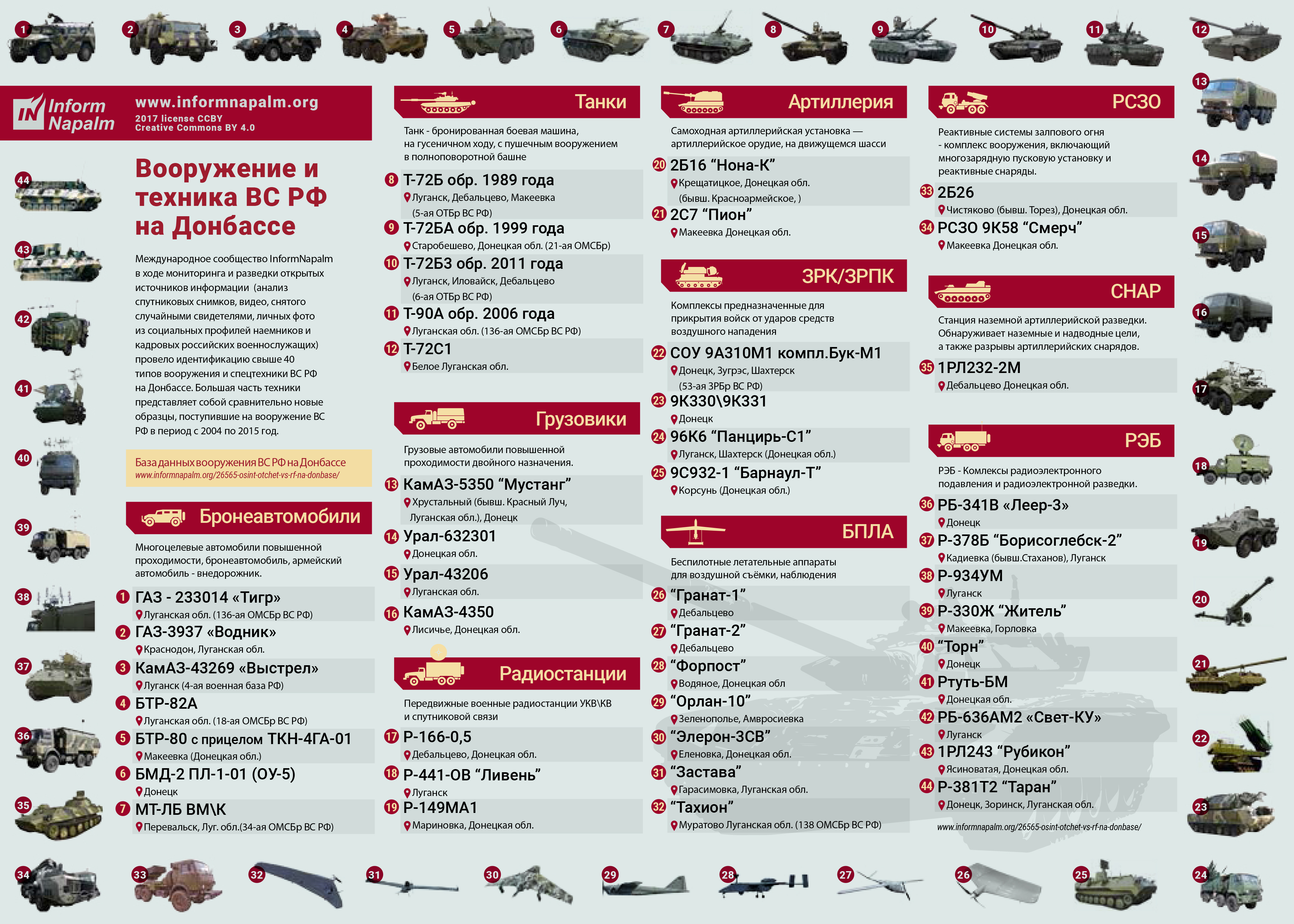

### 2014
Станом на 6 червня 2014 року, за оцінками Георгія Учайкіна, у проросійських збройних формувань на Донбасі лише легкої стрілецької зброї на руках приблизно на 400 мільйонів доларів за цінами «чорного ринку», при цьому 50-60 % цієї зброї — російського походження, а решта дісталася бойовикам шляхом нападів на відділення МВС, СБУ, військові частини.
Після визволення Слов'янська було вилучено 4 одиниці ПЗРК.
Протягом 10 вересня 2014 року через Ізварине пройшла колона із 100 одиниць техніки: 12 танків, 48 БТРів, 1 БРДМ, 20 вантажівок «Урал» з боєприпасами і 8 — з особовим складом, 4 автомобіля ППО, 5 паливозаправників.
Протягом 15-17 листопада 2014 року Росія перекинула в Україну понад 100 одиниць військової техніки.

### 2015
Станом на середину січня 2015 року, за повідомленням секретаря РНБО Олександра Турчинова, бойовики мали на своєму озброєнні 542 одиниці танків, 990 бойових броньованих машин, 694 одиниці артилерійських систем, в тому числі систем залпового вогню.
У повідомленні від 8 квітня 2015 року заступник командувача АТО Валентин Федичев сказав, що РФ незаконно доправила на територію України майже 700 танків, понад 1100 бронемашин, майже 600 артилерійських систем, понад 380 реактивних систем залпового вогню і 110 засобів ППО.

## Номенклатура

### Стрілецька зброя
| Зовнішні зображення | Зовнішні зображення                         |
| ------------------- | ------------------------------------------- |
|                     | 1. АК-74М під Дебальцевим // 37 ОМСБр, 2015 |

| Зовнішні відеофайли | Зовнішні відеофайли                      |
| ------------------- | ---------------------------------------- |
|                     | 1. АС «Вал» в Луганську // 12 січня 2015 |

| Зовнішні зображення | Зовнішні зображення      |
| ------------------- | ------------------------ |
|                     | 1. ВССК «Вихлоп» // 2015 |
|                     | 2. ВССК «Вихлоп» // 2015 |

| Зовнішні зображення | Зовнішні зображення                                    |
| ------------------- | ------------------------------------------------------ |
|                     | 1. Кулемет «Печенєг» під Дебальцевим // 37 ОМСБр, 2015 |

### Гранатомети та вогнемети
| Зовнішні відеофайли | Зовнішні відеофайли                                                             |
| ------------------- | ------------------------------------------------------------------------------- |
|                     | 1. Використана граната від РПГ-27 «Таволга» біля с. Кримське // 10 серпня 2017. |

| Зовнішні зображення | Зовнішні зображення                       |
| ------------------- | ----------------------------------------- |
|                     | 1. РШГ-1 під Іловайськом // 247 ДШП, 2014 |

### Протитанкові ракетні комплекси
| Модель  | Зображення | Тип  | Рік розробки | На озброєнні України | Подробиці |
| ------- | ---------- | ---- | ------------ | -------------------- | --- |
| Метис-М |            | ПТРК | 1992         |                      | Використовувався проросійськими бойовиками у боях під Слов'янськом і Краматорськом.                                                  |
| Корнет  |            | ПТРК | 1998         | ні                   | У квітні 2015 року неподалік Жолобка українські війська були обстріляні ракетами з термобаричною бойовою частиною 9М113Ф-1 «Корнет». |

### Переносні зенітні комплекси
| Модель       | Зображення | Тип  | Рік розробки | На озброєнні України | Подробиці |
| ------------ | ---------- | ---- | ------------ | -------------------- | --- |
| ПЗРК «Grom»  |            | ПЗРК |              | ні                   | |
| ПЗРК «Ігла»  |            | ПЗРК |              | так                  | 6 червня 2014 року після бою під КПП «Маринівка» були виявлені ящики від ПЗРК з документами з військової бази у Єйську, датованими 12 квітня 2014. |
| ПЗРК «Верба» |            | ПЗРК | 2012         | ні                   | |

### Танки
| Зовнішні відеофайли | Зовнішні відеофайли                                             |
| ------------------- | --------------------------------------------------------------- |
|                     | 1. Т-90А біля села Лисе // 136 ОМСБр, серпень 2014              |
|                     | 2. Т-90А на відео розвідників 15 ОМСБр // 136 ОМСБр, осінь 2014 |

| Зовнішні відеофайли | Зовнішні відеофайли                                                                        |
| ------------------- | ------------------------------------------------------------------------------------------ |
|                     | 1. Батальйон "Донбас" і підбитий танк Т-72Б3 в с.Червоносільське // 6 ОТБр, 29 серпня 2014 |
|                     | 2. Захоплений танк Т-72Б3 в с.Червоносільське // 6 ОТБр, 29 серпня 2014                    |
|                     | 3. Танки Т-72Б3 перед вторгненням // 17 ОМСБр, 10-21 серпня 2014                           |
|                     | 4. Танки Т-72Б3 під Луганськом // 200 ОМСБр, вересень 2014                                 |
|                     | 5. Танки Т-72Б3 під Дебальцевим // 6 ОТБр, 16 лютого 2015                                  |

| Зовнішні відеофайли | Зовнішні відеофайли                                                  |
| ------------------- | -------------------------------------------------------------------- |
|                     | 1. Колона Т-72Б зр. 1989 у Луганську // 35 ОМСБр, серпень 2014       |
|                     | 2. Колона Т-72Б зр. 1989 йде на Краснодон // 74 ОМСБр, вересень 2014 |

| Зовнішні медіафайли | Зовнішні медіафайли                                                 |
| Зображення          | Зображення                                                          |
| ------------------- | ------------------------------------------------------------------- |
|                     | 1. Т-80У з членами НЗФ // лютий 2015                                |
| Відеофайли          |                                                                     |
|                     | 1. Колона Т-80У під російсько-українським кордоном // 20 січня 2015 |

| Зовнішні медіафайли | Зовнішні медіафайли                                    |
| Зображення          | Зображення                                             |
| ------------------- | ------------------------------------------------------ |
|                     | 1. Танк №3311 на зберіганні у Сибіру // червень 2014   |
|                     | 2. Танк № 3311 в Україні // 2014                       |
| Відеофайли          |                                                        |
|                     | 1. Перший російський Т-64 у Сніжному // 12 червня 2014 |

### Бронемашини
| Зовнішні медіафайли | Зовнішні медіафайли                          |
| Зображення          | Зображення                                   |
| ------------------- | -------------------------------------------- |
|                     | 1. БМД-2 з трейлера вже у членів НЗФ // 2014 |
| Відеофайли          |                                              |
|                     | 1. БМД-2 на трейлері в Росії // липень 2014  |

| Зовнішні відеофайли | Зовнішні відеофайли                                   |
| ------------------- | ----------------------------------------------------- |
|                     | 1. БТР-82А під Сніжним // 18 ОМСБр РФ, 12 серпня 2014 |
|                     | 2. БТР-82А, район Дмитрівки // 12 серпня 2016         |

| Зовнішні зображення | Зовнішні зображення                         |
| ------------------- | ------------------------------------------- |
|                     | 1. РХМ-6 у складі колони РФ // серпень 2014 |
|                     | 2. РХМ-6 з полковником // 18 ОМСБр, 2014    |

| Зовнішні відеофайли | Зовнішні відеофайли                                              |
| ------------------- | ---------------------------------------------------------------- |
|                     | 1. БПМ-97 «Постріл» на маневрах під Луганськом // 31 грудня 2014 |
|                     | 2. БПМ-97 «Постріл» у Краснодоні // 10 січня 2015                |

| Зовнішні відеофайли | Зовнішні відеофайли                                     |
| ------------------- | ------------------------------------------------------- |
|                     | 1. МТ-ЛБ ВМК під ЛАП // 200 ОМСБр, серпень 2014         |
|                     | 2. МТ-ЛБ ВМК під Луганськом // 200 ОМСБр, вересень 2014 |

| Зовнішні медіафайли | Зовнішні медіафайли                                    |
| Зображення          | Зображення                                             |
| ------------------- | ------------------------------------------------------ |
|                     | 1. МТ-ЛБ ВМ1К під Маринівкою // серпень 2014           |
| Відеофайли          |                                                        |
|                     | 1. МТ-ЛБ ВМ1К у Перевальску // 34 ОМСБр, вересень 2014 |

### Самохідна артилерія
| Зовнішні відеофайли | Зовнішні відеофайли                           |
| ------------------- | --------------------------------------------- |
|                     | 1. БМ-21 «Град» у Луганську // 11 червня 2014 |

| Зовнішні відеофайли | Зовнішні відеофайли                            |
| ------------------- | ---------------------------------------------- |
|                     | 1. БМ-27 «Ураган» у Харцизьку // 5 лютого 2015 |

| Зовнішні відеофайли | Зовнішні відеофайли                          |
| ------------------- | -------------------------------------------- |
|                     | 1. БМ-30 «Смерч» у Макіївці // 22 січня 2015 |
|                     | 2. БМ-30 «Смерч» у Макіївці // 22 січня 2015 |
|                     | 3. БМ-30 «Смерч» у Макіївці // 22 січня 2015 |

| Зовнішні відеофайли | Зовнішні відеофайли                                                   |
| ------------------- | --------------------------------------------------------------------- |
|                     | 1. Колона 2С19 «Мста-С» під Новоазовськом // 17 ОМСБр, 4 вересня 2014 |
|                     | 2. Колона 2С19 «Мста-С» під Дебальцевим // 20 лютого 2015             |
|                     | 3. Колона 2С19 «Мста-С» під Дебальцевим // 21 лютого 2015             |

| Зовнішні зображення | Зовнішні зображення                                    |
| ------------------- | ------------------------------------------------------ |
|                     | 1. 2С4 «Тюльпан» і військовослужбовці 15 ОМСБр // 2014 |

| Зовнішні відеофайли | Зовнішні відеофайли                       |
| ------------------- | ----------------------------------------- |
|                     | 1. 2С7 «Піон» у Макіївці // 29 січня 2015 |

### Буксирувана артилерія
| Модель              | Зображення                                           | Тип                            | Рік розробки | На озброєнні України | Подробиці |
| ------------------- | ---------------------------------------------------- | ------------------------------ | ------------ | -------------------- | --- |
| 2Б16 «Нона-К»       |                                                      | гаубиця/міномет, калібр 120 мм |              | так, 2 одиниці       | У серпні 2014, під час боїв за Іловайськ, щонайменше 1 екземляр «Нона-К» був задіяний проросійськими формуваннями. · У лютому 2015, під час боїв за Дебальцеве, проросійські формування вже мали щонайменше 3 екземпляри «Нони-К». |
| Зовнішні відеофайли |                                                      |                                |              |                      | |
|                     | 1. Батарея «Нона-К» під Дебальцевим // 8 лютого 2015 |                                |              |                      | |

### Артилерійські боєприпаси
| Модель       | Зображення | Тип                                | Рік розробки | На озброєнні України | Подробиці |
| ------------ | ---------- | ---------------------------------- | ------------ | -------------------- | --- |
| «Краснополь» |            | керований боєприпас, калібр 152 мм |              | ні                   | 4 травня 2018 року ГУР МОУ повідомило про постачання керованого артилерійського боєприпасу «Краснополь» артилерійській бригаді окупаційних корпусів РФ на Донбасі. У червні 2018 року у зоні бойових дій на сході України військовослужбовцями ЗСУ знайдені рештки розгонного двигуна і стабілізаторів, схожі на хвостовий відсік радянської модифікації снаряда «Краснополь» або його української копії «Квітник». Було висунуто припущення про постачання цих боєприпасів з Росії. 14 лютого 2019 року о 07.33 з напрямку м. Вуглегірськ було здійснено обстріл сел. Новолуганське. Обстеження уламків ідентифікувало високоточний боєприпас «Краснополь» калібру 152 мм. |

### Міни
| Модель              | Зображення                     | Тип                                                     | Рік розробки | На озброєнні України                              | Подробиці |
| ------------------- | ------------------------------ | ------------------------------------------------------- | ------------ | ------------------------------------------------- | --- |
| ПМН-2               |                                | протипіхотна міна                                       |              | ні, знищені до 2011 року за Оттавською конвенцією | Були виявлені у листопаді 2017 року у селі Гладосове. |
| ТМ-62П3             | Зовнішні зображення 1. ТМ-62П3 | протитанкова міна, варіант ТМ-62 із полімерним корпусом |              | ні                                                | Інформація про наявність у російських окупаційних сил цієї модифікації мін з'явилася у липні 2018 року. Міни були виготовлені у 1994 році на Брянському хімічному заводі. Обладнані підривачами МВП-62М, які також неможливо виявити металошукачами. |
| ОЗМ-72              |                                | протипіхотна міна                                       |              | так                                               | Міни, виготовлені в Росії 2000 року, були виявлені поблизу лінії зіткнення в Ясинуватському районі у грудні 2017 року. |
| МОН-50              |                                | протипіхотна міна                                       |              | так                                               | Міни, виготовлені в Росії 2002 року, були виявлені поблизу лінії зіткнення в Ясинуватському районі у грудні 2017 року. |
| Зовнішні зображення |                                |                                                         |              |                                                   | |
|                     | 1. ТМ-62П3                     |                                                         |              |                                                   | |

### Автомобілі
| Модель               | Зображення | Тип                                                                                            | Рік розробки | На озброєнні України | Подробиці |
| -------------------- | ---------- | ---------------------------------------------------------------------------------------------- | ------------ | -------------------- | --- |
| КамАЗ-5350 «Мустанг» |            | військова версія вантажівки                                                                    |              |                      | Російська телекомпанія «Russia Today» опублікувала відео, де члени проросійських формувань пересуваються Донецьком на російському військовому вантажному автомобілі КАМАЗ-5350 «Мустанг», на дверях якого — тактичний знак 18 ОМСБр. Вантажівки були зафіксовані 2015 року на параді перемоги в Донецьку.                                        |
| КамАЗ-5350 «Мустанг» |            | броньована версія вантажівки                                                                   |              | ні                   | Вантажівки зафіксовані на відео у серпні 2014 року в районі м. Суходільськ Луганської області. Дві такі вантажівки були спалені в районі сел. Краснолуцький. |
| Урал-4320            |            | вантажівка, модифікація з дизельним двигуном ЯМЗ-238, має довгий капот                         | 1994         | ?                    | У серпні 2014 року вантажівка була знищена у бою під Лисичим неподалік російсько-українського кордону. Вантажівки були зафіксовані 2015 року на параді перемоги в Донецьку. У січні 2017 року вантажівка знята на відео у Донецьку. |
| Урал-4320КДЗ         |            | вантажівка, модифікація з броньованим кузовом та кабіною (рос. Комплект Дополнительной Защиты) |              | ні                   | У серпні 2014 року вантажівки 18-ї мотострілецької бригади були зняті на відео в с. Григорівка, Донецька область. 27 серпня 2014 року броньована вантажвіка розвідки 18-ї мотострілецької бригади була знята на відео у м. Амвросіївка на центральній площі. Ймовірно, вона ж була підбита згодом під с. Новодвірське під час боїв за Іловайськ. |

### Зенітні ракетні комплекси
| Зовнішні відеофайли | Зовнішні відеофайли                             |
| ------------------- | ----------------------------------------------- |
|                     | 1. «Панцир-С1» під Харцизьком // 20 лютого 2015 |
|                     | 2. «Панцир-С1» у Луганську // 8 лютого 2015     |

| Зовнішні медіафайли | Зовнішні медіафайли                      |
| Зображення          | Зображення                               |
| ------------------- | ---------------------------------------- |
|                     | 1. Знищений ЗРК «Тор» // осінь 2014      |
| Відеофайли          |                                          |
|                     | 1. ЗРК «Тор» у Краснодоні                |
|                     | 2. ЗРК «Тор» у Шахтарську // січень 2015 |

### Безпілотні літальні апарати
Під час військового протистояння українські військові неодноразово збивали безпілотні літальні апарати російського виробництва.
| Модель                   | Зображення | Тип                | Рік розробки | На озброєнні України | Подробиці |
| ------------------------ | ---------- | ------------------ | ------------ | -------------------- | --- |
| IAI Searcher / «Форпост» |            | розмах крил: 7,2 м |              | ні                   | На початку травня 2015 року українські військові збили безпілотник IAI Searcher 20 травня 2015 року українськими військовими поблизу с. Водяне був збитий безпілотний літальний апарат «Форпост», бортовий номер 923. Він ніс станцію тактичної розвідки, тепловізор і радіолокаційну станцію. Було знайдено фото цього апарату ще на заводі в Росії. |
| Гранат-4 / Рубеж-20      |            | розмах крил: 3,2 м |              | ні                   | В листопаді 2014 року підбитий у районі м. Щастя. БЛА Гранат-4 був збитий у січні 2015 року. |
| Орлан-10                 |            | розмах крил: 3,1 м |              | ні                   | 11 листопада 2016 року українські війська збили у Донецькій області «Орлан-10» з бортовим номером 10332. |
| IAI Bird-Eye / «Застава» |            | розмах крил: 2,2 м |              | ні                   | 22 липня 2015 року українські прикордонники збили у Луганській області БПЛА «Застава». |
| Гранат-1                 |            |                    |              | ні                   | 2 квітня 2017 року в районі Світлодарської дуги був збитий безпілотник «Гранат-1». Деталі апарату мали маркування ФСБ РФ. |
| ZALA 421-04M             |            |                    |              | ні                   | На початку квітня 2016 року українські військові блія с. Новоселівка у Волноваському районі збили безпілотник ZALA 421-04M. |

### Командно-штабні машини та контрбатарейні радари
| Модель              | Вигляд                                                                                         | Тип                                                | Рік розробки | На озброєнні України | Подробиці |
| ------------------- | ---------------------------------------------------------------------------------------------- | -------------------------------------------------- | ------------ | -------------------- | --- |
| 1Л219 «Зоопарк»     |                                                                                                | контрбатарейний радар                              | 1991         | ні                   | У серпні 2016 року ГУР МОУ повідомляла про фіксацію роботи двох комплексів «Зоопарк-1» на західній околиці м. Горлівка. У березні 2016 року кореспондент з російської сторони повідомляв про роботу двох комплексів у Донецьку, що коригували удар по позиціях ЗСУ в районі м. Гірник. У листопаді 2016 року пошуковцями ІнформНапалму було виявлене фото, що фіксує комплекс у пункті дислокації окупаційних сил на Донбасі. У березні 2018 року комплекс фігурував у службових документах маріонеткової ДНР. 23 червня 2019 року бійці полку «Азов» виявили в районі м. Горлівка комплекс «Зоопарк-1» російських окупаційних військ і завдали йому ураження. |
| СНАР-10М «Пантера»  |                                                                                                | контрбатарейний радар, нова РЛС 1Л244-2 «Кредо-1Е» | 2003         | ні                   | Комплекс було знято в м. Торез у листопаді 2014 року. СММ ОБСЄ виявила «Кредо-М1» в грудні 2021 року в Луганській області |
| СНАР-10 «Леопард»   |                                                                                                | контрбатарейний радар                              | 1971         | так                  | У 2014 році колона з СНАР-10М «Пантера», СНАР-10 «Леопард» та АРК-1 «Рись» йшла між м. Торез і м. Шахтарськ трасою Н21. |
| АРК-1 «Рись»        |                                                                                                | контрбатарейний радар                              | 1977         | так                  | У 2014 році колона з СНАР-10М «Пантера», СНАР-10 «Леопард» та АРК-1 «Рись» йшла між м. Торез і м. Шахтарськ трасою Н21. |
| Зовнішні відеофайли |                                                                                                |                                                    |              |                      | |
|                     | 1. Бійці полку «Азов» вразили російський комплекс розвідки «ЗООПАРК-1» // Азов, 26 червня 2019 |                                                    |              |                      | |

### Засоби радіоелектронної боротьби
Протягом війни на сході України українські військові багаторазово стикалися з випадками приглушення сигналів зв'язку. Російська Федерація застосовувала на Донбасі широкий арсенал комплексів РЕБ та РЕП. На початку березня 2015 року командувач сухопутними військами США в Європі генерал-лейтенант Бен Годжес повідомив, що існують неодноразові випадки впливу електронними методами на роботу безпілотників ОБСЄ. «Це неможливо зробити за допомогою обладнання, яке майструють у підвалі», — наголосив Годжес.
| Модель                             | Вигляд | Тип | Рік розробки | На озброєнні України | Подробиці |
| ---------------------------------- | ------ | --- | ------------ | -------------------- | --- |
| Р-330Ж «Житель»                    |        | автоматизована станція перешкод                                                                         |              | ні                   | [ вин 1 ] |
| РБ-341В «Леєр-3»                   |        | придушення GSM, розвідка координат GSM-апаратів                                                         |              | ні                   | Був вперше ідентифікований на Донбасі навесні 2015 року, а вперше представлений в Росії і переданий на озброєння військ РФ лише у жовтні 2015. Комплекс також був приустній на навчаннях 1-го мотострілецького батальйону «Вікінги» російсько-окупаційних військ у травні 2015. 11 серпня 2018 СММ ОБСЄ зазначили у звіті, що 28 липня біля с. Чорнухине БПЛА місії зафіксував одразу 4 системи РЕБ, зокрема й РБ-341В «Леєр-3».     |
| СПР-2М «Ртуть-БМ»                  |        | постановка перешкод для радіопідривників боєприпасів/придушення УКХ-радіозв'язку та радіолокації        | 2010         | ні                   | У червні 2015 про використання комплексу повідомило РНБО. У липні 2016 розвідка повідомила про роботу комплексу західніше Горлівки. У серпні 2016 комплекс ідентифіковано на території заводу «Топаз» у Донецьку. У вересні 2016 російські військовослужбовці 175-ї бригади управління були зафіксовані з комплексом в Антрацитівському районі на Луганщині. Бойовики окремої роти РЕБ були зафіксовані з комплексом під Луганськом. |
| РБ-636АМ2 «Свєт-КУ»                |        | відстеження радіосигналів                                                                               | 2012         | ні                   | В квітні 2016 року ГУ Розвідки МО України виявило мобільні комплекси «Свет-КУ» на озброєнні російських бойовиків в населених пунктах Сміле, Кіровськ і Первомайськ. Комплекс зафіксовано 19 серпня 2016 року в Луганську на перетині вулиць 50-річчя утворення СРСР і Курчатова. |
| Р-378Б / РБ-301Б «Борисоглібськ-2» |        | комплекс РЕБ                                                                                            |              | ні                   | На відео листопада 2014 року комплекс зафіксовано в районі Стаханова. 3 лютого 2015 комплекс був зафіксований в районі Брянки. Бойовики окремої роти РЕБ були зафіксовані з комплексом під Луганськом. |
| Р-934УМ                            |        | автоматизована станція перешкод                                                                         | 2008         | ні                   | Комплекс ідентифікований взимку 2015 року під Луганськом в результаті радіоперехоплення. |
| «Торн»                             |        | комплекс РЕБ                                                                                            | 2012         | ні                   | У вересні 2015 року виявлено два комплекси в Донецьку — в районі ДАП, та біля стели на виїзді з міста. У жовтні 2015 року комплекс зафіксований на базі бойовиків «Спарти». Безпілотні апарати СММ ОБСЄ фіксували комплекс «Торн» 10 лютого і 8 червня 2019 року в районі с. Новогригорівка під Дебальцевим. |
| Р-381Т «Таран»                     |        | комплекс РЕБ                                                                                            |              | ні                   | У жовтні 2015 року комплекс зафіксований на базі бойовиків «Спарти». |
| Красуха-4                          |        | комплекс РЕБ для протидії бортовим радарам ударної, розвідувальної і безпілотної авіації, протидії БПЛА |              | ні                   | У листопаді 2014 року повідомлялося про ідентифікацію комплексу в Донецьку на території Донецького національного технічного університету |
| Красуха-2                          |        | комплекс РЕБ                                                                                            | 2009         | ні                   | 11 серпня 2018 СММ ОБСЄ зазначили у звіті, що 28 липня біля с. Чорнухине БПЛА місії зафіксував одразу 4 системи РЕБ, зокрема й Красуха-2. |
| РБ-109A «Былина»                   |        | штабний комплекс для координації інших електронних систем                                               |              | ні                   | 11 серпня 2018 СММ ОБСЄ зазначили у звіті, що 28 липня біля с. Чорнухине БПЛА місії зафіксував одразу 4 системи РЕБ, зокрема й РБ-109A «Былина». |
| Репеллент-1                        |        | комплекс РЕБ для боротьби з БПЛА                                                                        |              | ні                   | 11 серпня 2018 року СММ ОБСЄ зазначила у звіті, що 28 липня біля с. Чорнухине БПЛА місії зафіксував одразу 4 системи РЕБ, зокрема й Репеллент-1. |
| Тірада-2                           |        | комплекс РЕБ для придушення супутників зв'язку                                                          | 2018         | ні                   | 19 березня 2019 року СММ ОБСЄ зазначила у звіті, що 16 березня 2019 біля смт Южна Ломуватка БПЛА місії зафіксував 2 системи РЕБ, зокрема й «Тираду-2». |

### Електроніка
| Модель     | Зображення | Тип                              | Рік розробки | На озброєнні України | Подробиці |
| ---------- | ---------- | -------------------------------- | ------------ | -------------------- | --- |
| «Бєлозьор» |            | супутниковий зв'язок 5 покоління |              | ні                   | Були використані бойовиками під час планування та вчинення обстрілів житлових кварталів міста Маріуполь у січні 2015 року. |
| «Ауріга»   |            | станція супутникового зв'язку    | 2014         | ні                   | У січні 2018 року повідомлялося про виявлення станції «Ауріга» в районі м. Дебальцеве. У жовтні 2018 року Атлантична рада опублікувала розслідування, в якому станцію зв'язку було ідентифіковано на військовій базі полку «Восток» в м. Макіївка. |

## Виставки зброї та документів російських терористів

### Національний Музей історії України у Другій світовій війні
У меморіальному комплексі Національного музею історії України у Другій світовій у липні 2014 року відкрита спеціальна виставка матеріалів, що свідчать про фінансування та військову підготовку Російською Федерацією терористів, яких державні структури РФ вербують на території Росії та України під час російсько-української війни 2014 року. Державні органи Рф також здійснюють контрабанду зброї та транспортування терористів на територію України. На виставці представлена зброя та військова техніка, що її Міністерство оборони РФ надає бандформуванням для ведення військових дій на території України. Надані також докази інформаційної агресії РФ проти України через мережу Інтернету.

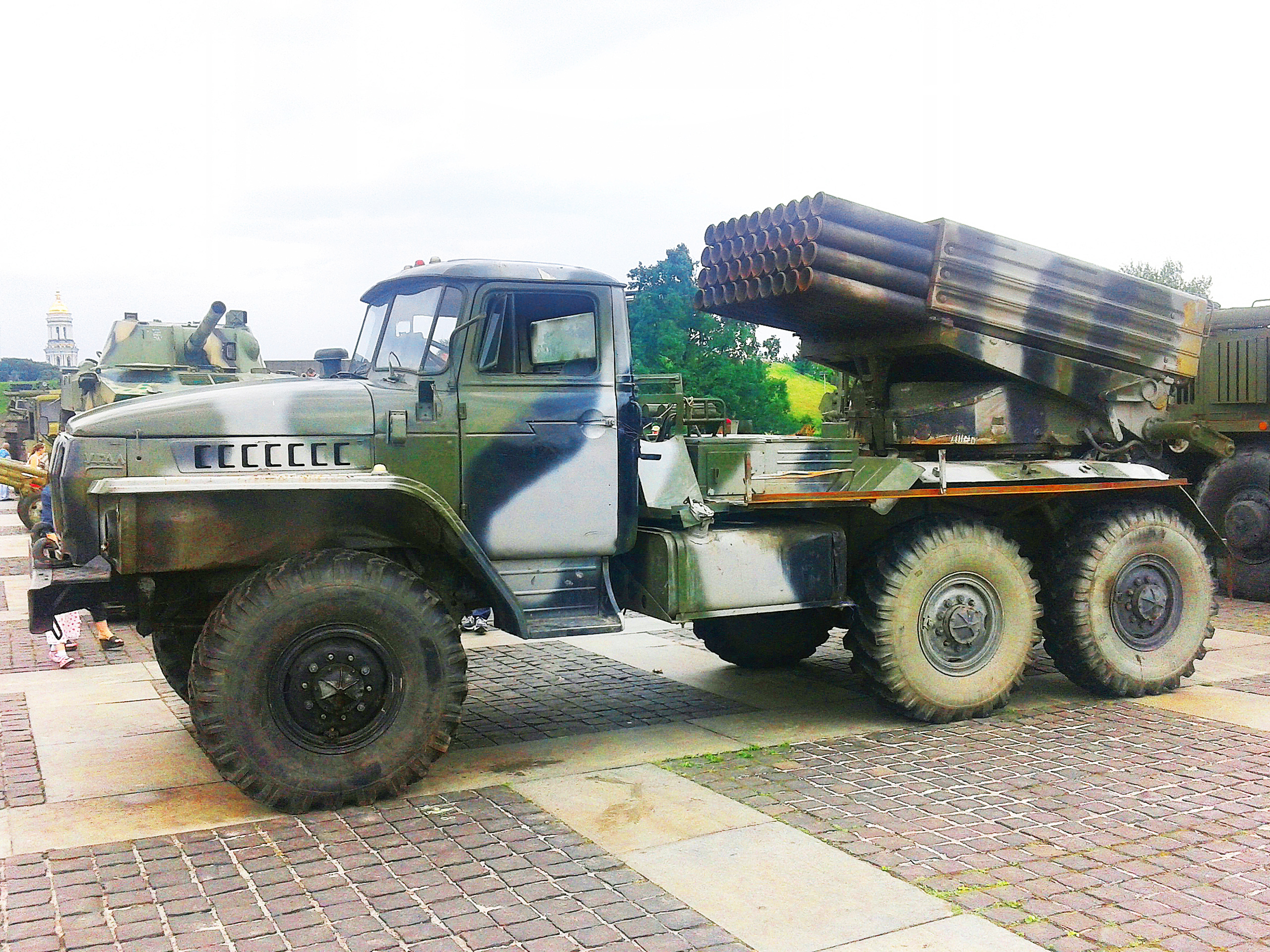
Реактивна установка «Град», вилучена у терористів під час антитерористичної операції 2014 p. на Донбасі. Музей історії ДСВ
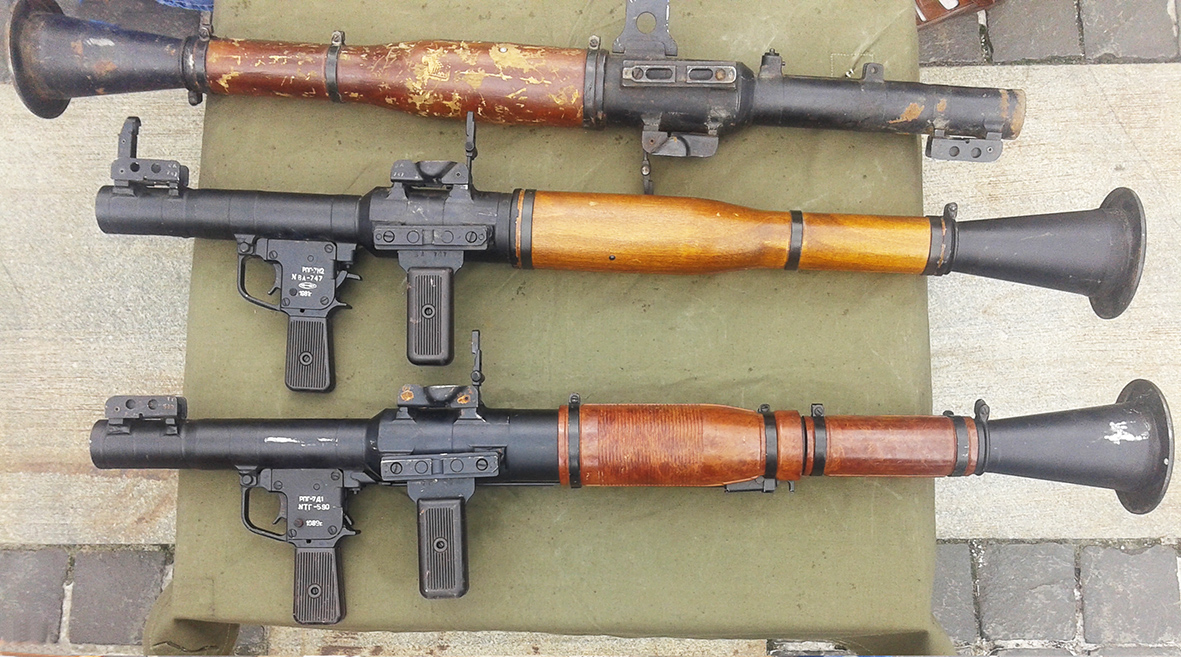
Ручні протитанкові гранатомети РПГ-7Д1, що використовували терористи на Донбасі. Музей історії ДСВ
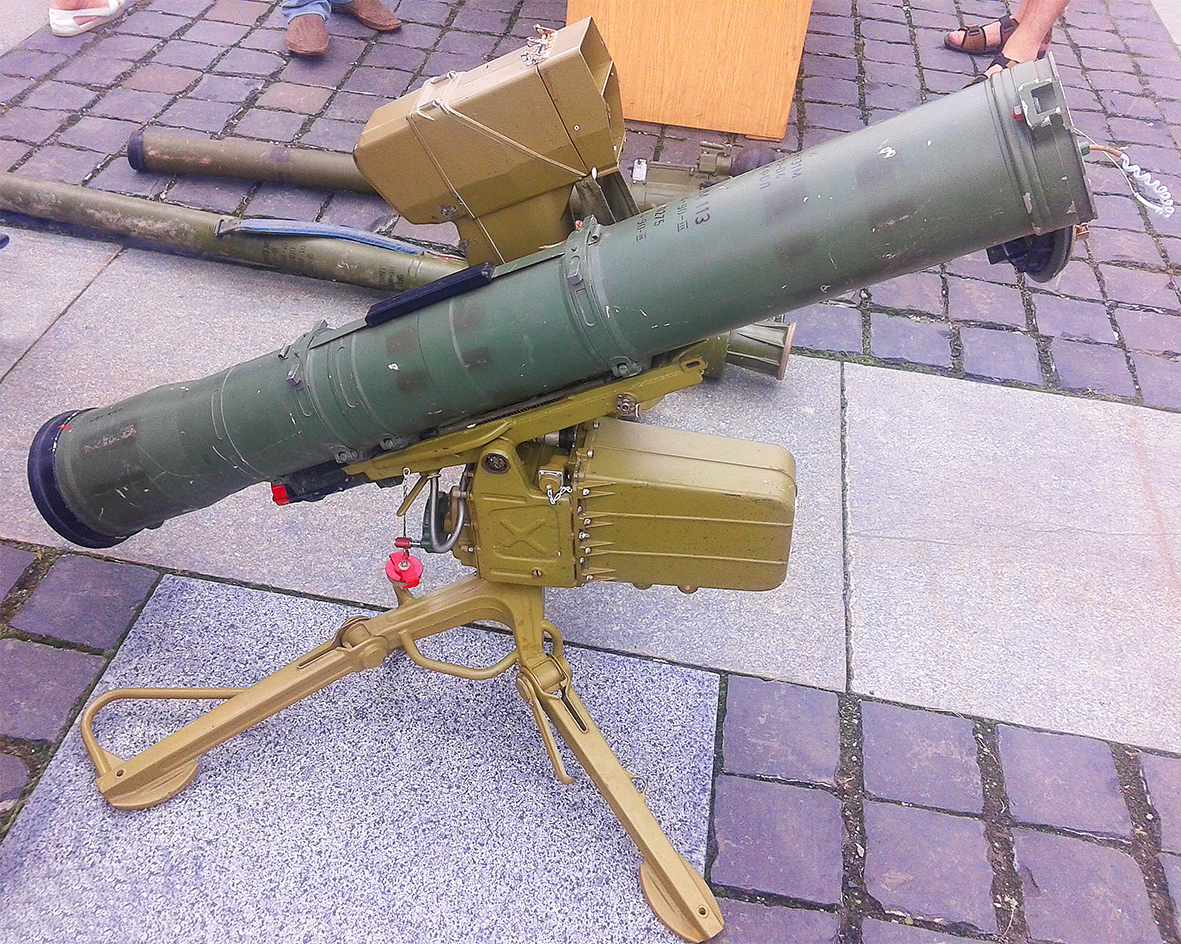
На озброєнні терористів Донбасу ПТРК «Фагот» (пускова установка 9Н131М і контейнер із ракетою 9М113 «Конкурс»). Музей історії ДСВ
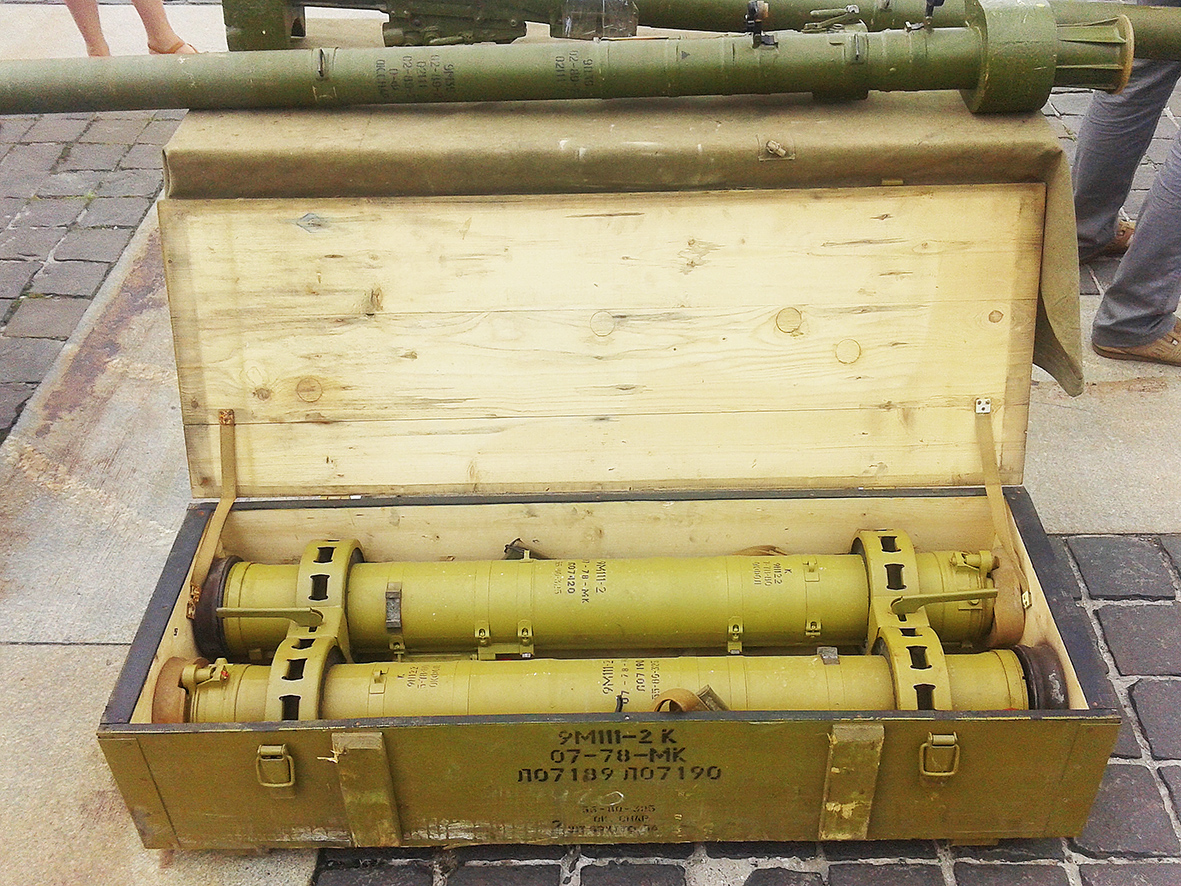
Контейнер із ракетою 9M111-2K для ПТРК «Фагот». Музей історії ДСВ
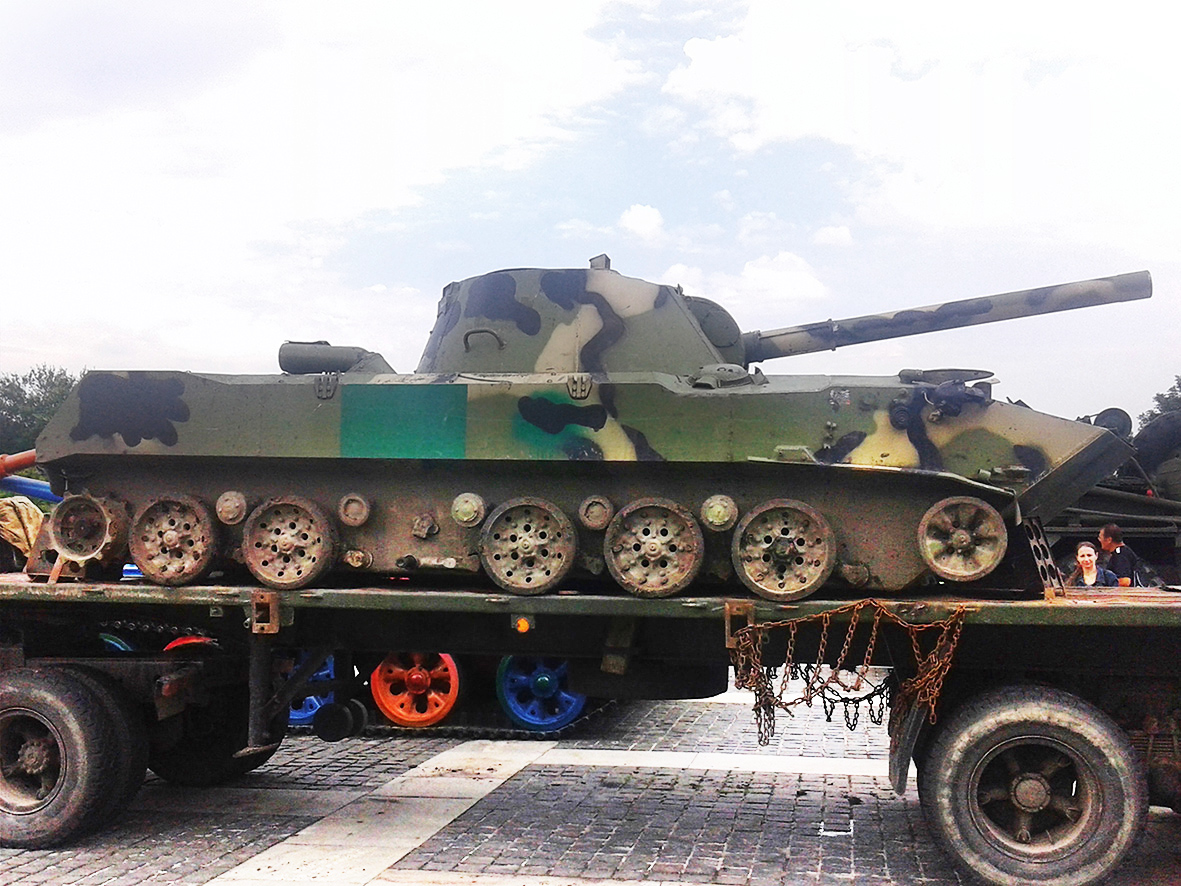
Самохідна артилерійська зброя «Нона», вилучена у терористів під час антитерористичної операції на Донбасі. Музей історії України у Другій світовій війні
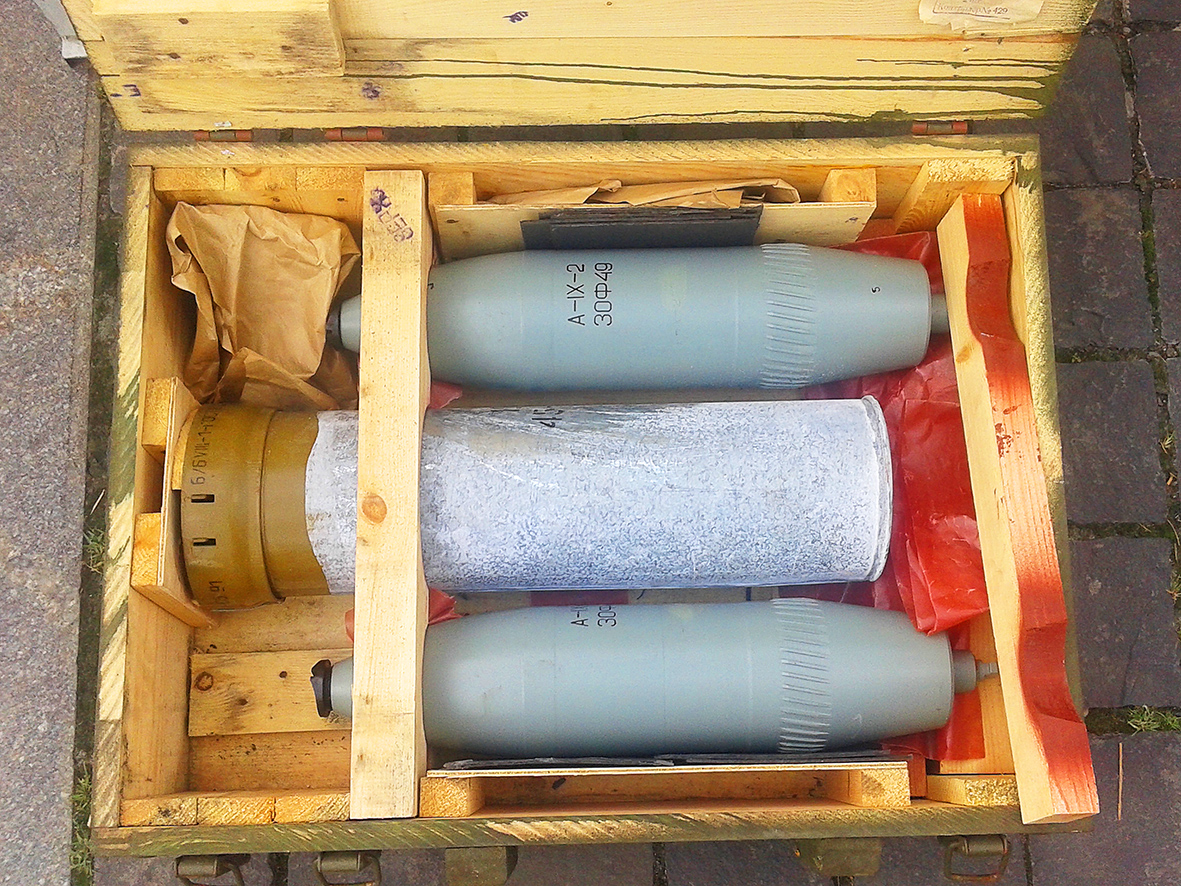
Боєприпаси «Нони» осколково-фугасні снаряди 30Ф49. Музей історії ДСВ

### Київ, Михайлівська площа, 2015 рік
У лютому 2015 року в Києві на Михайлівській площі розпочала роботу документальна виставка «Присутність. Докази агресії російських військ на території України». Зокрема, було представлено захоплені українськими військовими гранатомети, датовані 2014 роком випуску, які не виробляються на території України; безпілотники, що виготовляються тільки на території РФ; уламки боєзапасів ракетної системи «Смерч»; інша військова техніка; документи російських військових тощо.

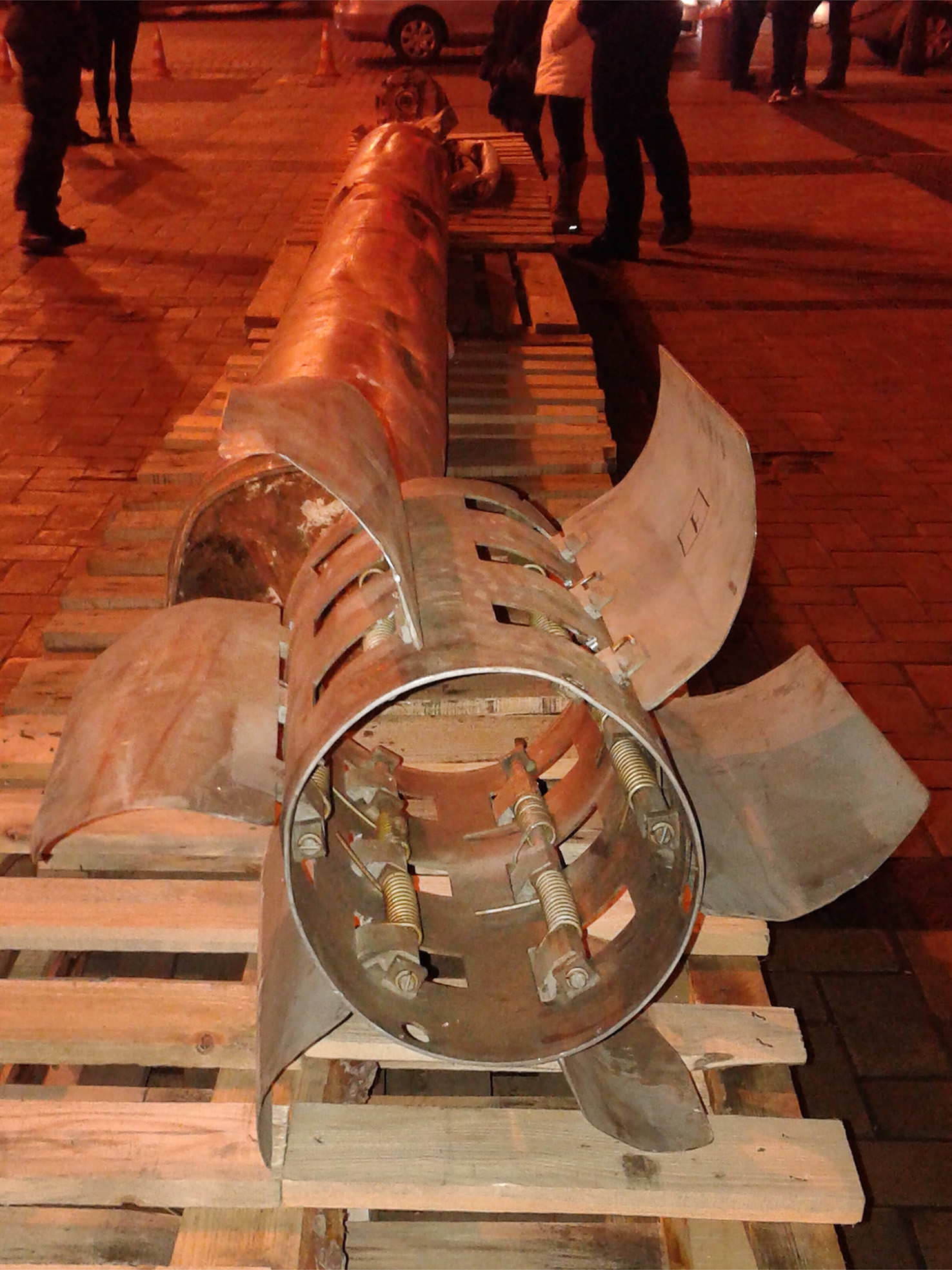
Фрагменти реактивного боєприпасу РСЗВ 9К58 «Смерч», випущеного 10 лютого 2015 р. по житлових кварталах Краматорська Донецької області

## Фінансова і матеріальна підтримка бойовиків
Існує чимало фактів фінансової та матераільної підтримки бойовиків з боку РФ.
Найбільшого розголосу щодо матеріальної підтримки набули так звані «гуманітарні конвої» з Росії. Їхній вміст ніколи не дозволяли оглядати українським митникам. Існують факти, що з цими «конвоями» бойовики отримували продовольство, військову амуніцію, паливно-мастильні матеріалидля техніки та зброю.
30 листопада 2014 року спостерігачі від ОБСЄ зафіксували колону автомобілів, що перетнула кордон з Україною у складі т.з. «гуманітарного конвою». Крім вантажівок, він містив 18 бензовозів і чотири «супроводжуючих транспортні засоби».
Журналіст Томас Сейнер, 01.12.2015 р. опублікував фотографії «гуманітарного конвою», який прийшов на схід України. На фото видно, що на територію Донбасу привезли амуніцію, засоби зв'язку та інші предмети військового призначення.
На одному з відео, яке поширювали бойовики видно, що вантажівки «гуманітарного конвою» містили боєприпаси.

## Реакція
- 25 червня 2014 року МЗС України заявило, що незаконні збройні формування, що діють на сході України, фінансуються, контролюються і підтримуються Росією:[206]

| Саме з російської зброї, яка безперешкодно і, є всі підстави говорити про це, за сприяння російської влади, у великій кількості потрапляє на схід України, терористи вбивають українських військових і мирних жителів. |
| — Євген Перебийніс, директор департаменту інформаційної політики МЗС. |

- Згідно розслідування «Путін. Війна» російського опозиціонера Бориса Нємцова, опублікованого у травні 2015 року, на війну на сході України було витрачено близько 53 млрд руб. з російського бюджету за десять місяців.[207]
- 25 січня 2017 року Суд Європейського Союзу щодо позову російського концерну Алмаз-Антей про зняття санкцій зазначив: «Шляхом виготовлення озброєння і військової техніки для Російської Федерації, яка постачає зброєю сепаратистів на сході України, „Алмаз-Антей“ матеріально підтримує дії, які підривають або ставлять під загрозу територіальну цілісність, суверенітет і незалежність України».[208]
- Під час слухання справи за позовом України проти Росії в Міжнародному суді ООН у Гаазі 7 березня 2017 року представник РФ Ілля Рогачев продовжував заперечувати підтримку матеріальну сепаратистів з боку РФ. Він заявив:[209]

| Головне джерело зброї, яка опинилася у повстанців — це запаси радянських часів, що були на території України. Велика частина цих була залишена в шахтах Донбасу і опинилася у повстанців. … Крім того, велика частина була залишена українською армією, яка тікала. |
| — Ілля Рогачев, представник РФ в Міжнародному суді ООН у Гаазі, 7 березня 2017. |

- 19 листопада 2014 року міністр Великої Британії у справах Європи Девіді Лідінгтонате опублікував статтю, в якій стверджував, що Росія відрядила на Донбас своїх військових та постачає сепаратистів озброєнням і танками в необмеженій кількості. За його словами, у урядів західних держав є неспростовні докази системних військових постачань, а також участі російських військових у бойових діях на Донбасі: «У нашому розпорядженні є супутникові знімки, фотографії від людей на місцях, звіти місії ОБСЄ та оповіді очевидців. Спроби Росії спростувати це просто не викликають жодної довіри».[210]
- Голова СММ ОБСЄ заявив, що спеціальна моніторингова місія ОБСЄ з самого початку своєї роботи на Донбасі фіксувала факти, які свідчать про участь російської армії в конфлікті на сході України, зокрема бронетехніку, засоби РЕБ та військовослужбовців.[211]
- 19 липня 2019 року ЄС закликав Росію припинити постачання високотехнологічних систем радіоперешкод та радіоелектронної боротьби своїм збройним формуванням на Донбасі. В ЄС наголосили, що особи, відповідальні за будь-яке умисне пошкодження, знищення або втрату безпілотних літальних апаратів СММ ОБСЄ та інших засобів, «повинні бути притягнуті до відповідальності — як політично, так і фінансово».[212]

## Виноски
1. ↑  З відкритих джерел відомо, що Р-330Ж «Житель» перебуває на озброєнні 18-ї окремої мотострілецької бригади (18 ОМСБр, в/ч 27777, Калиновська, Республіка Чечня). Станції Р-330Ж були неодноразово помічені на захопленому російськими загарбниками Донбасі та фіксувалось їхнє застосування проти сил АТО:
Військові РФ використовували станцію перешкод “Житель" у боях за Дебальцеве. Укрінформ. 22 квітня 2016. Архів оригіналу за 7 серпня 2017. Процитовано 22 квітня 2016.

ВС РФ использовали станцию Р-330Ж в боях за Дебальцево. Снимки рабочего терминала. Inform Napalm. 22 квітня 2016. Архів оригіналу за 27 липня 2016. Процитовано 22 квітня 2016.